# Венгрия
Ве́нгрия (венг. Magyarország [ˈmɒɟɒrorsaːɡ], дословно: «Страна венгров, венгерская страна» — magyar (мо́дёр) «венгерская» и ország (о́рсаг) «страна») — государство в Центральной Европе. В период с 1989 по 2011 годы страна официально называлась Венге́рская Респу́блика (Magyar Köztársaság, Мо́дёр Кёзтаршошаг), но с 1 января 2012 года вступила в силу новая конституция Венгрии, официально утвердившая сокращённое наименование государства — Ве́нгрия (Magyarország).
Континентальное государство в центре Европы, не имеющее выхода к морю. Имеет сухопутные границы с Украиной, Румынией, Словакией, Сербией, Хорватией, Словенией и Австрией.
Население — 9 603 634 чел. (2024), площадь территории — 93 036 км². Занимает 93-е место в мире по численности населения и 108-е по территории.
Бо́льшая часть верующих (около 54,5 % населения) исповедует католицизм.
Столица и крупнейший город — Будапешт, другие крупные города — Дебрецен, Сегед, Мишкольц, Печ, Дьёр, Ньиредьхаза, Кечкемет, Секешфехервар и Сомбатхей. Государственный язык — венгерский.
Венгрия — унитарная парламентская республика. С 29 мая 2010 года пост премьер-министра занимает Виктор Орбан.
Подразделяется на 20 административно-территориальных единиц, 19 из которых — медье, и 1 — город республиканского подчинения, приравненный к медье.
Индустриальная страна с динамично развивающейся экономикой. Объём номинального ВВП за 2023 год составил 212 миллиардов долларов США (около 22 100 долларов США на душу населения). Денежная единица — венгерский форинт (курс, по состоянию на 15 июня 2025 года, — 348,51 форинта за 1 доллар США).
Член ООН с 1955 года, присоединилась к ГАТТ в 1973, вступила в МВФ и МБРР в 1982, Совет Европы в 1991 году. С 1999 года — член НАТО, с 2004 — Европейского союза. С 1 января 2011 года Венгрия председательствовала в Европейском союзе в течение полугода.

## Этимология
В русском языке слово «венгр» — заимствование из пол. węgier «венгр» из праслав. *ǫgъrinъ (др.-рус. ѹгринъ, укр. у́горець, бел. вугорац, сербск.-ст.‑слав. ѫгринъ, мн. ѫгре, серб. у̀гар, род. п. у̀гра, также у̀грин, болг. унгарци, хорв. ugor, словен. vogar, vogrin, чеш. uher, словац. uhor, пол. węgier, węgrzyn, лит. veñgras).
В других индоевропейских языках тоже имеется это слово: лат. Ungari, Ungri, греч. Οὑγγρικός, Οὖγγροι, фр. hongrois, нем. Ungar(n), англ. Hungarian(s), швед. ungrare. Все эти экзоэтнонимы произошли из булг. on ogur, тюрк. on oguz «десять огузских племён». Начальное h- развилось, вероятно, под влиянием этнонима Hunni «гунны». В средние века Венгрию долго называли «королевством гуннов», так она упоминается в эпическом романе «Песнь о Нибелунгах».
Самоназвание венгров венг. magyar(ok) обычно разделяют на две части, первую из которых — mōś — сравнивают с самоназванием манси и названием одной из двух фратрий хантов Мось. Происхождение второй части неясно; скорее всего, она связана с финно-угорским словом, этимологически тождественным фин. yrkö «мужчина».

## Географические данные

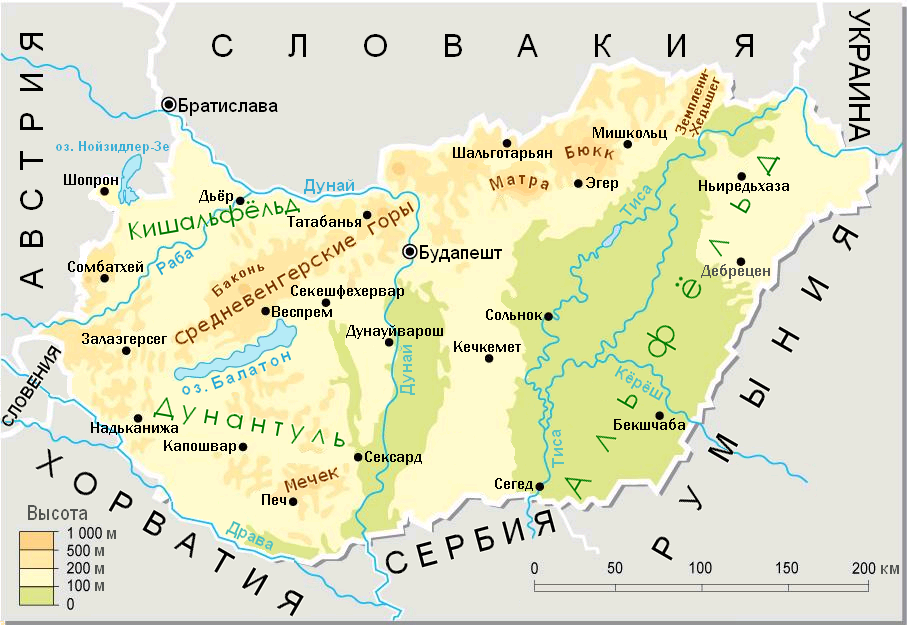
Физическая карта Венгрии

Территория Венгрии имеет преимущественно равнинный рельеф. Большая её часть расположена на Среднедунайской равнине. Западная часть равнины Dunántúl (Дунантул, дословно — «Задунавье») расчленена многочисленными холмами, высотой до 300 м; восточная Alföld (Альфёльд, дословно — «Низкая Земля») имеет плоский низменный рельеф. Северо-запад страны занимает низменность Кишальфёльд (Kisalföld, дословно — «Малая Низкая Земля»), ограниченная на западе возвышенностью Алпокалья, которая является предгорьем Альп, высотой 500—800 м (Иротт-кё: 883 м). К северу от озера Балатон протягиваются Средневенгерские горы с платообразными массивами высотой 400—700 м (Баконь, Вертеш, Дуназуг). В южной части Дунантула возвышаются глыбовые горы Мечек высотой до 681 м (гора Зенгё). На севере Венгрии лежат отроги Западных Карпат высотой до 1000 м. Они расчленены широкими долинами рек и представляют собой обособленные вулканические массивы и известняковые плато (Бёржёнь, Черхат, Матра, Бюкк, Черехат, Земплени-Хедьшег…). Здесь же (в Матре) расположена высшая точка Венгрии — гора Кекеш (1014 м). В горах на границе со Словакией находится одна из крупнейших карстовых пещер Европы Аггтелек с подземными реками и озёрами.

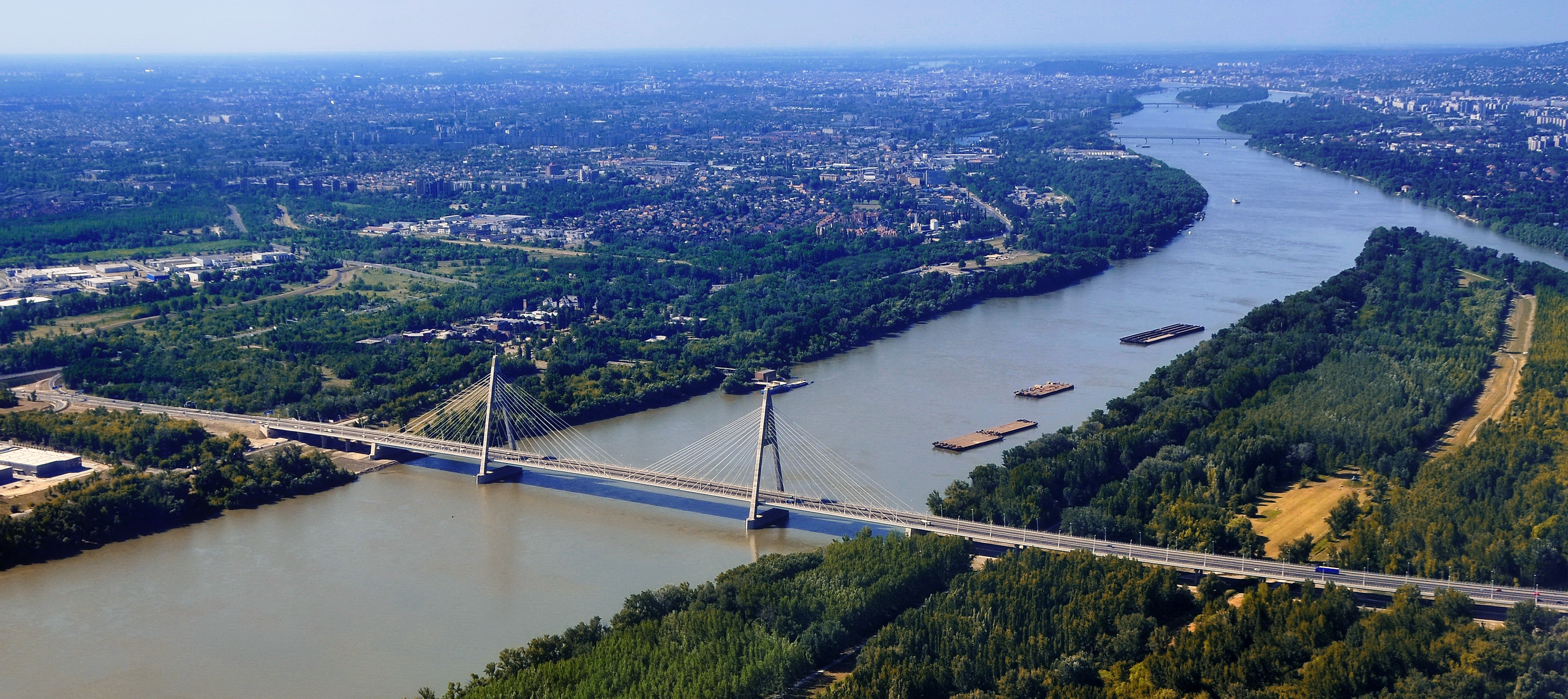
река Дунай

Из полезных ископаемых в Венгрии добывают бокситы, бурый уголь, нефть, газ, железные, марганцевые, медные, свинцово-цинковые руды, минеральные и термальные воды.
Положение Венгрии в окружении гор обусловило континентальный тип климата с мягкой зимой и жарким летом. Осадков в год от 450 мм на востоке до 900 мм в горах.
Все реки Венгрии принадлежат бассейну Дуная. Сам Дунай пересекает страну с севера на юг на протяжении 410 км. Крупнейшее озеро — Балатон — является важным международным туристическим центром. Близ его западной оконечности находится крупнейшее в Европе озеро термального происхождения — озеро Хевиз, у которого расположен бальнеогрязевой курорт.
Растительный покров Венгрии был с течением времени значительно изменён человеком. На большей части территории преобладает культурная растительность — пашни, сады, виноградники. Леса сохранились в горах (преимущественно на северо-востоке страны недалеко от границы со Словакией) и занимают около 20 % территории (до высоты 800—1000 м произрастают широколиственные леса, выше встречаются елово-пихтовые). Почвенный покров равнин представлен чернозёмом, в Альфёльде встречаются солончаки, в горах — бурозёмы и рендзины.

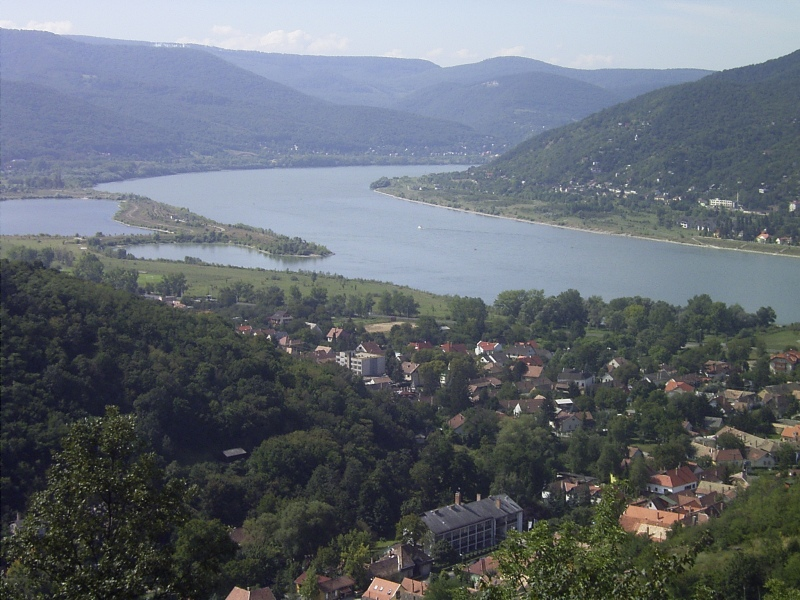
Вишеград
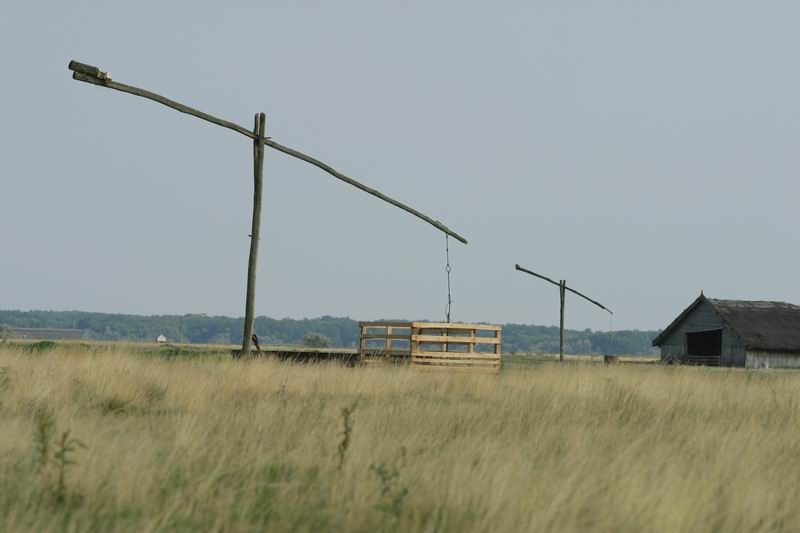
Пуста
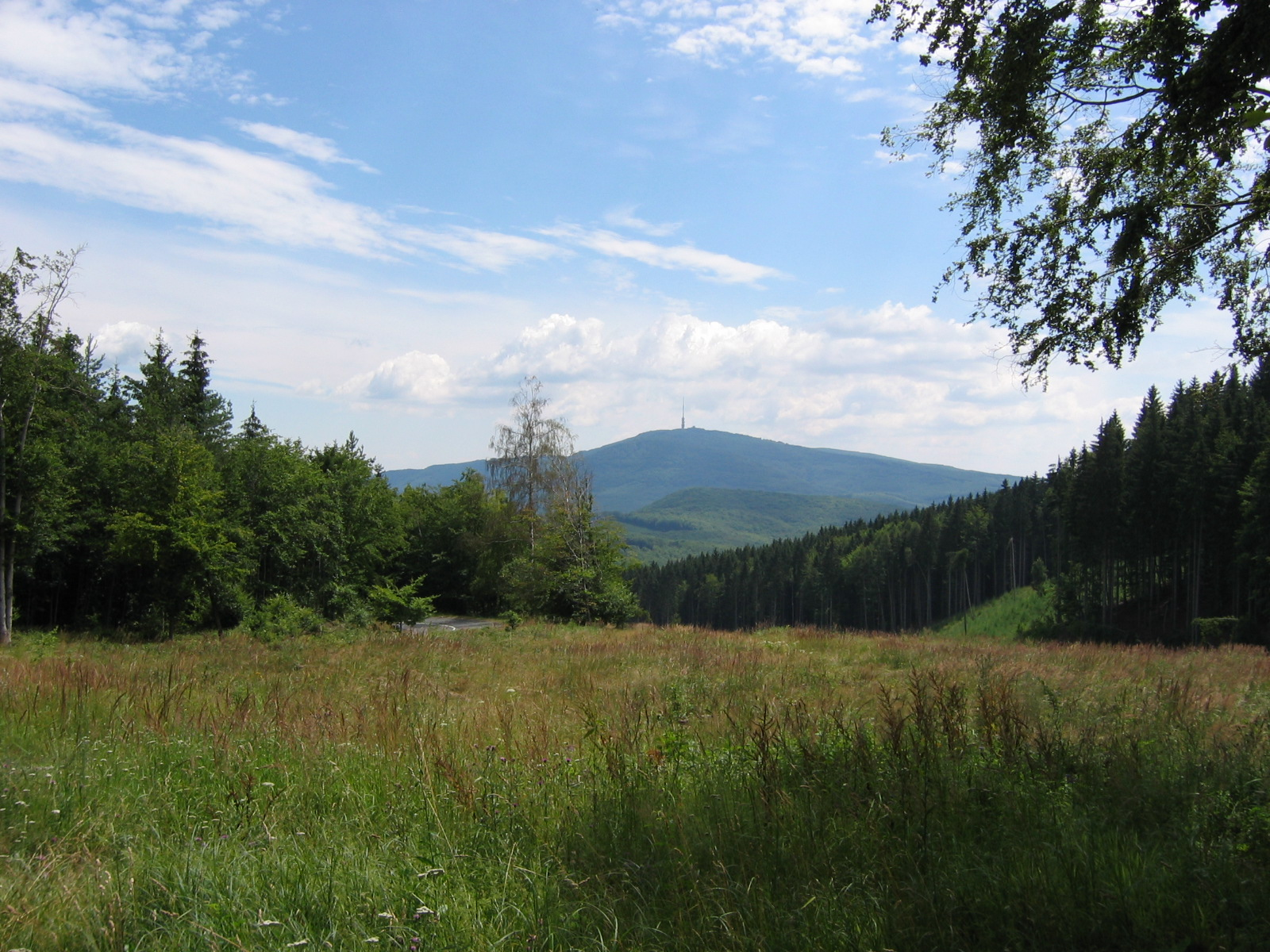
Кекеш
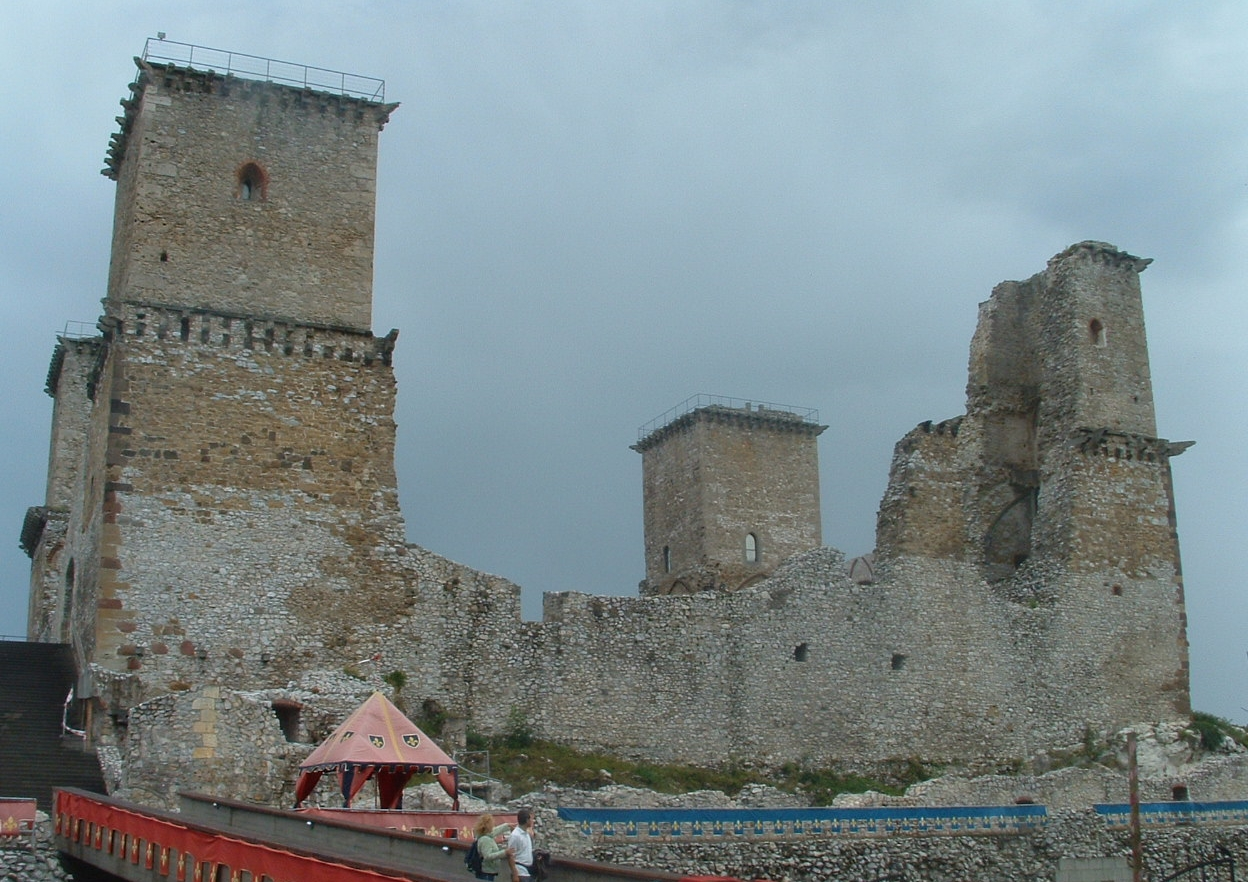
Диошдьёр
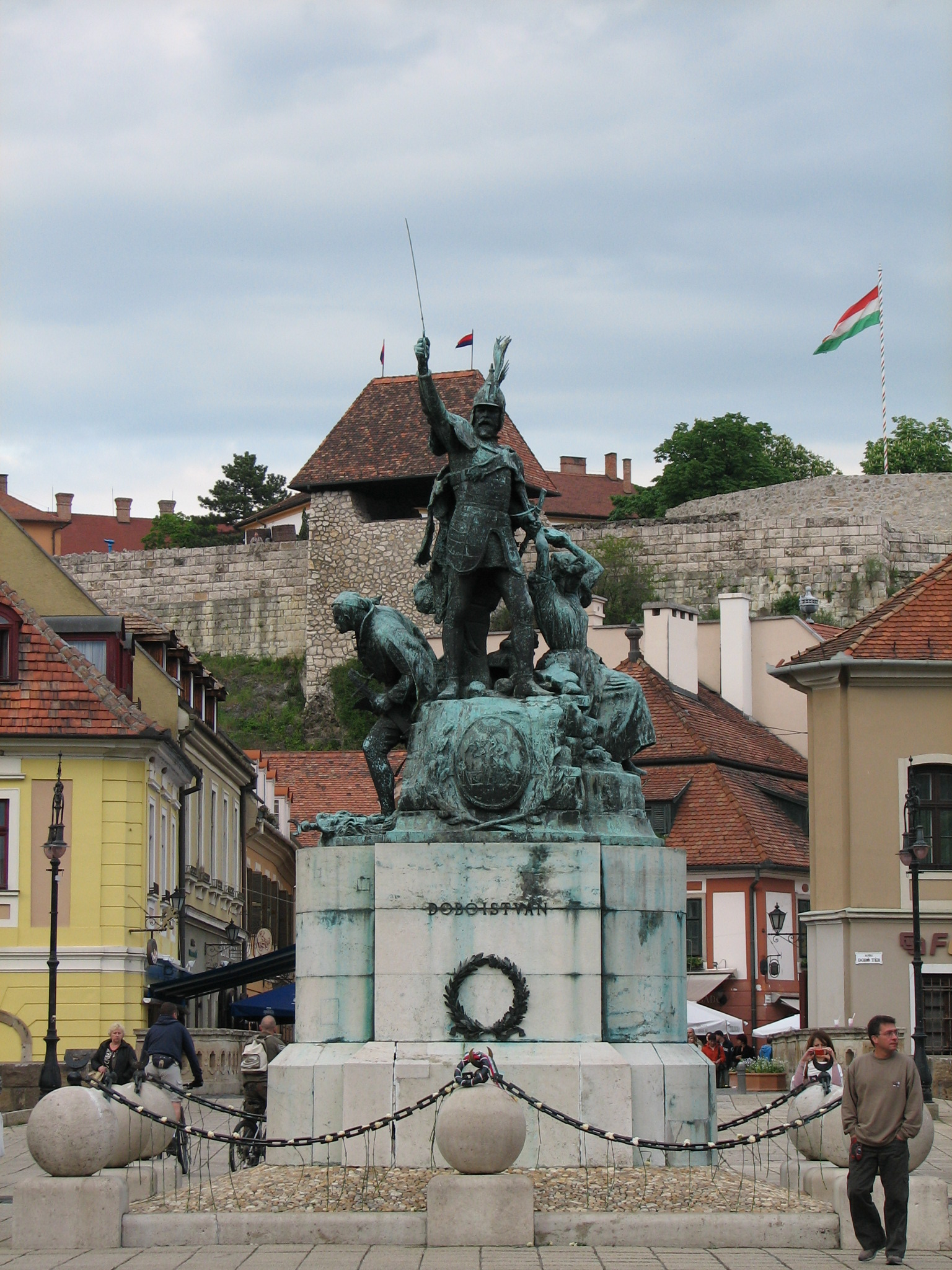
Эгер
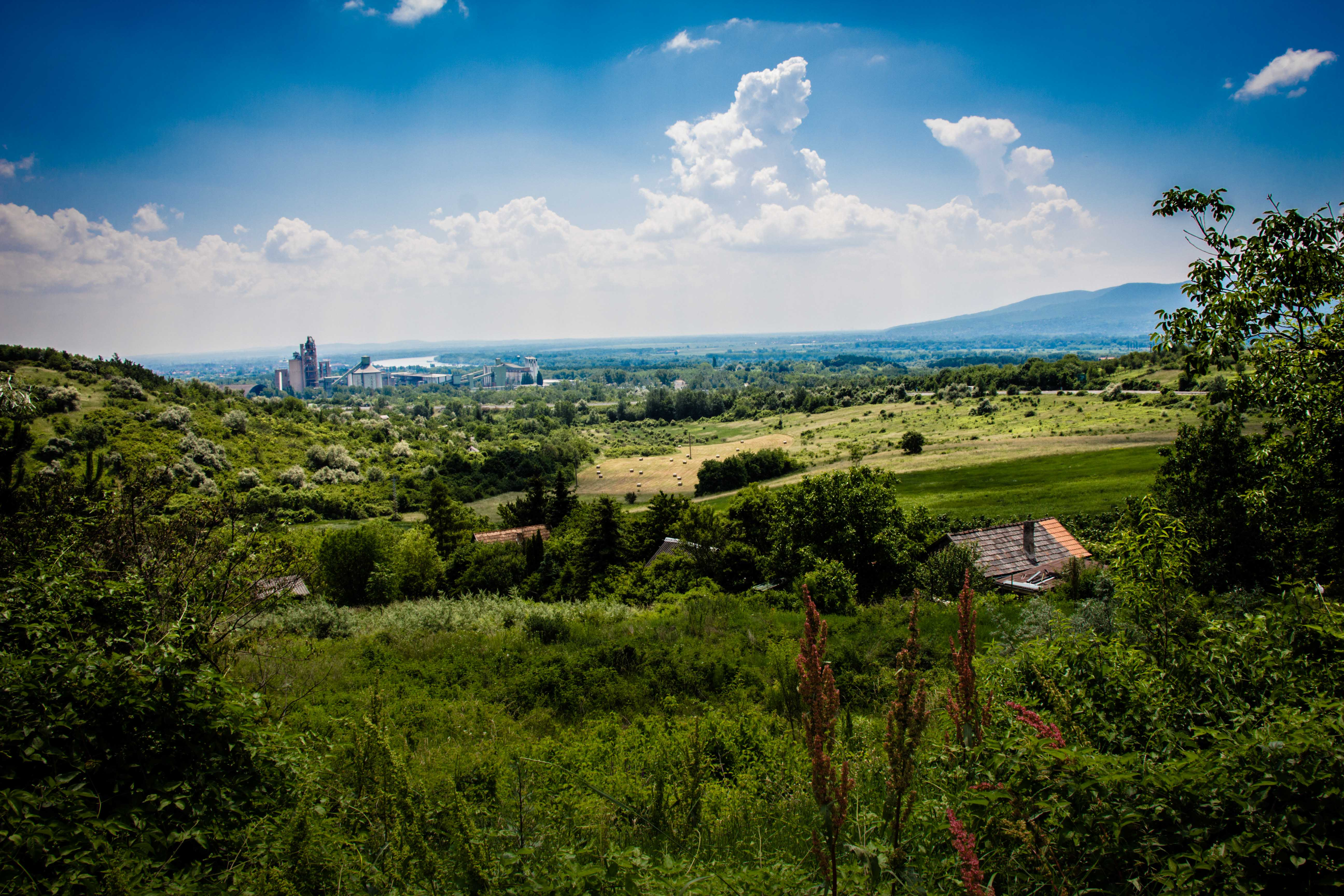
Пейзаж в медье Пешт недалеко от города Ваца
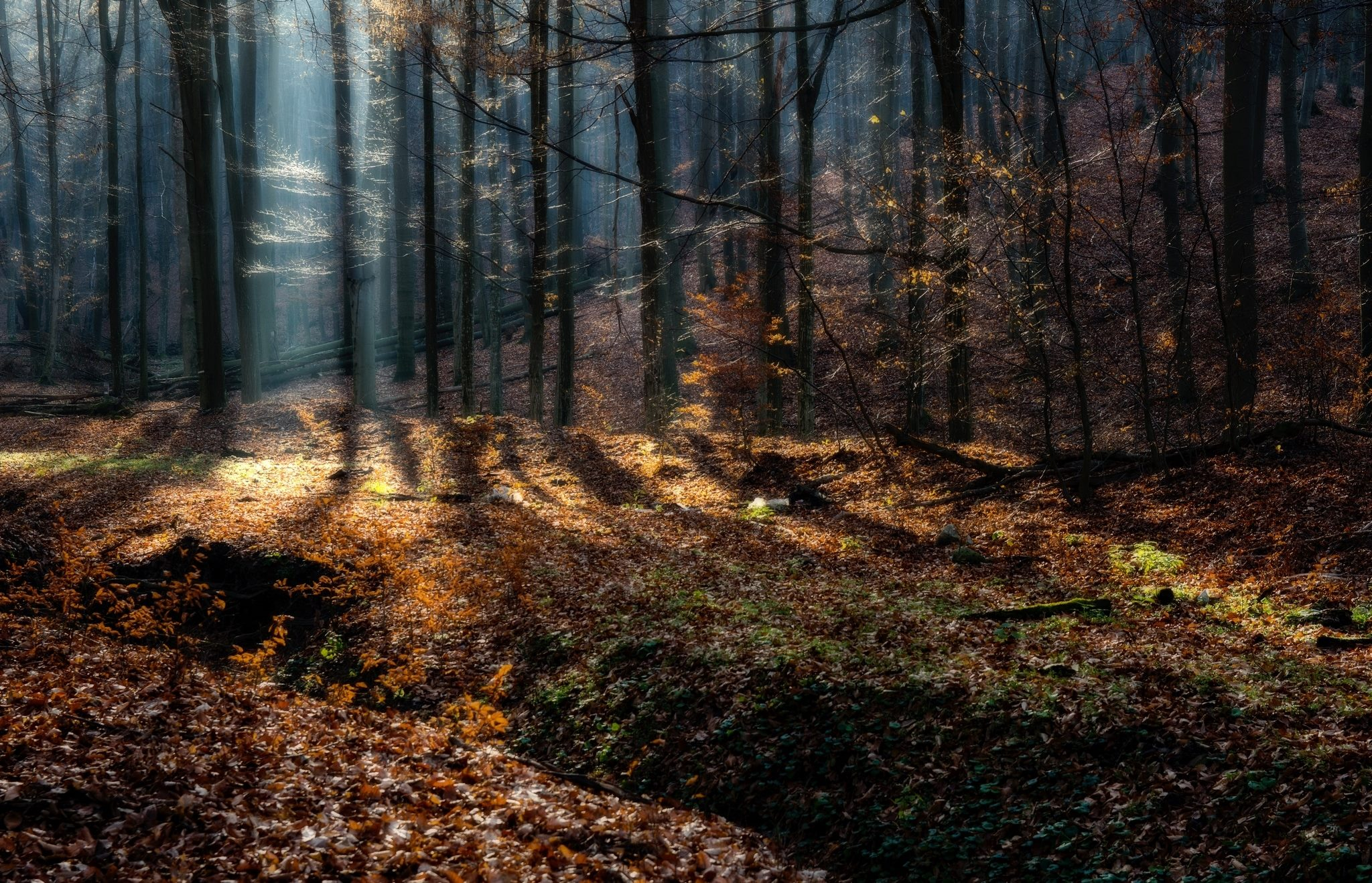
Осенний лес в Венгрии

## История

### Предыстория

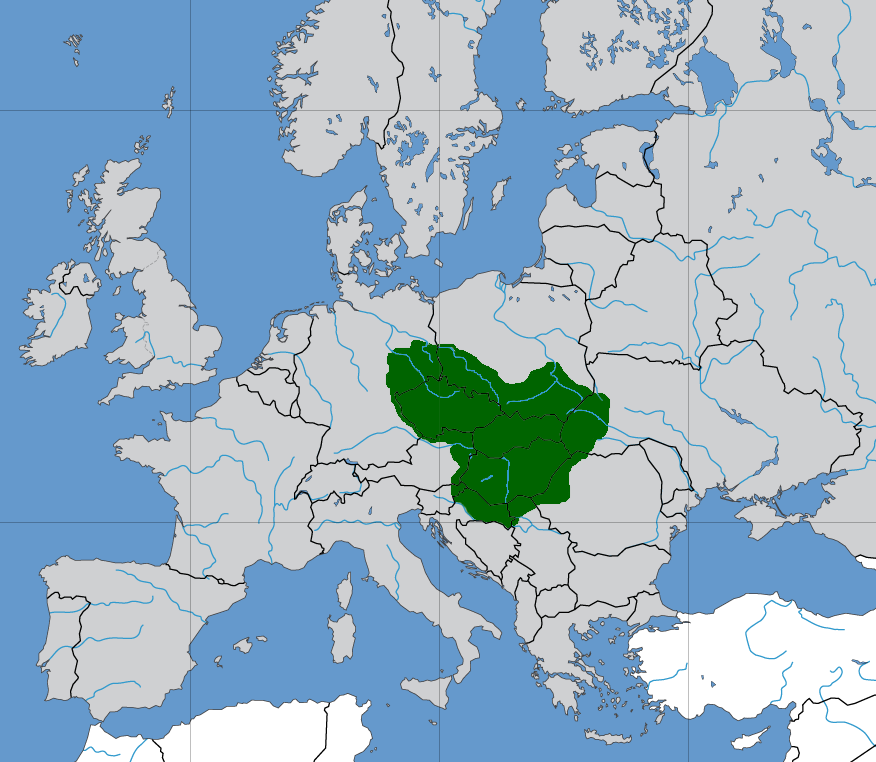
Территория Венгрии в составе Великой Моравии

В античную эпоху Паннония была провинцией Римской империи, позднее распавшейся на Западную Римскую империю и Восточную Римскую империю. Затем вся Паннонская равнина была захвачена аварами. В 500—700 годах на территории будущего Блатенского княжества существовала так называемая кестельская культура смешанного романо-славяно-аварского происхождения. После того, как Аварский каганат потерпел поражение, эти земли вошли в сферу влияния Великой Моравии.

### Переселение венгров на Дунай (IX—X века)

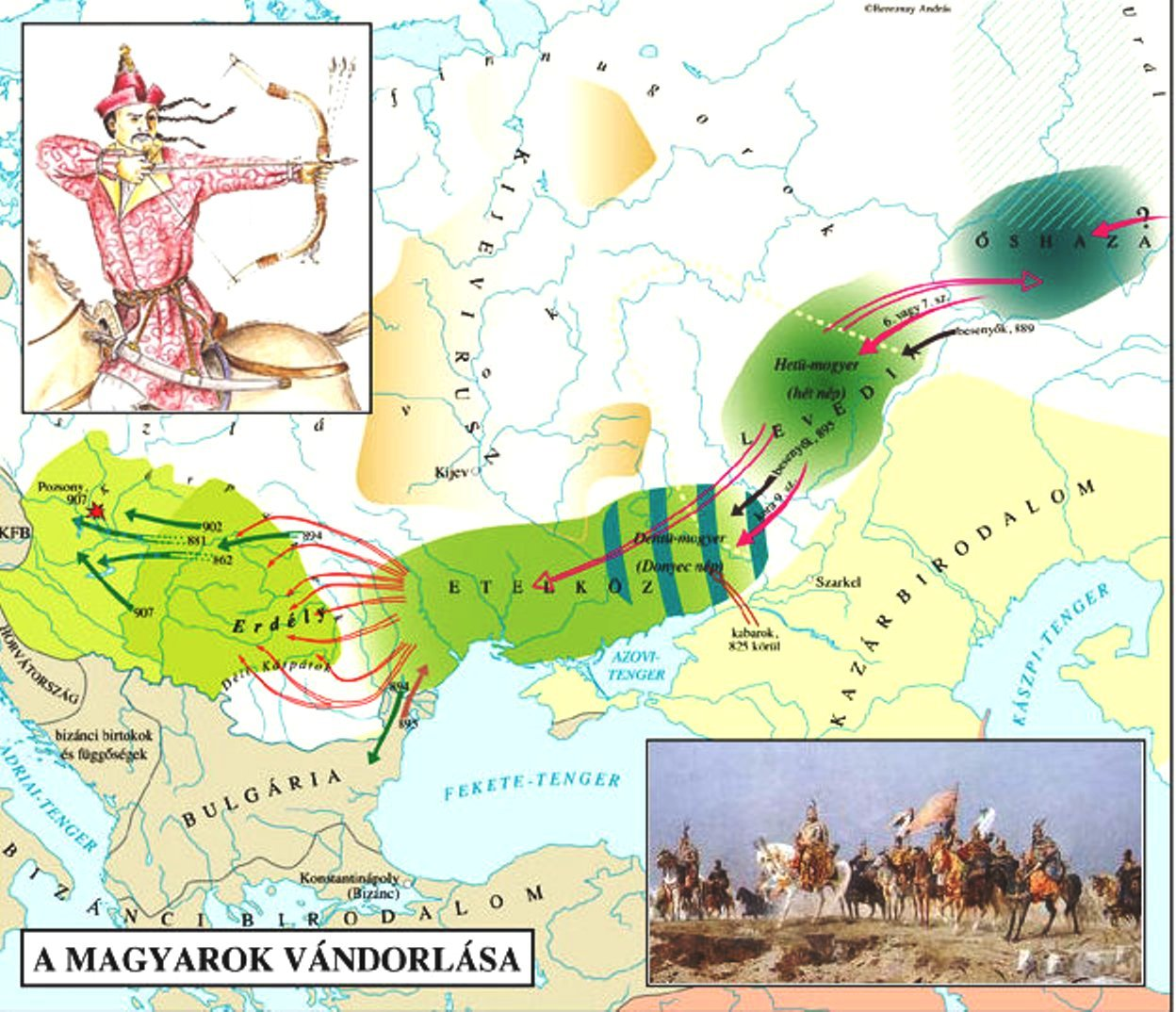
Переселение венгров на Дунай

Около 900—1000 годов венгерские племена завоёвывают и заселяют Паннонскую равнину, а также Прикарпатье (Трансильванию), где оседают близкие венграм секеи и чангоши.

### Средневековое Королевство Венгрия

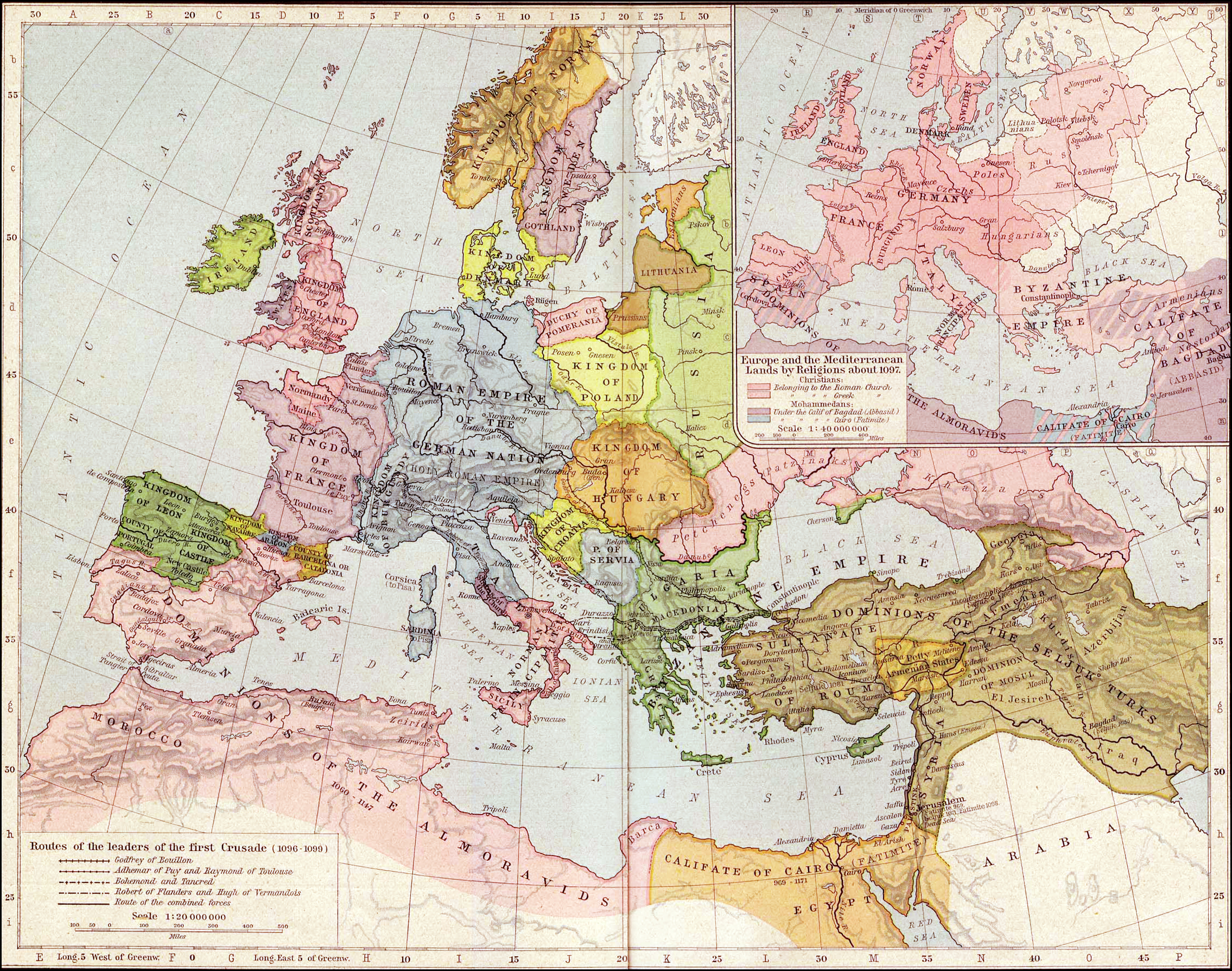
Венгерское королевство на карте Европы в 1097 году (между Болгарией, Хорватией, Польшей, Киевской Русью и Священной Римской империей)

В 1001 году правитель Венгрии Иштван Святой принял титул короля, было провозглашено тем самым Королевство Венгрия. До 1301 года в Венгрии правила династия Арпадов, причём в тот период Венгерское королевство и имело отношения с Византийской империей, и раздиралось от конфликтов между представителями своей династии, и воевало с русскими князьями, и пережило монгольское нашествие. Затем престол Венгрии вначале оказался в руках правителей Богемского королевства из династии Пржемысловичей, а затем попал в руки баварских Виттельсбахов и представителей Анжу-Сицилийского и Люксембургского домов. В 1438 году герцог Австрии Альбрехт II из династии Габсбургов стал королём Венгрии, но вскоре Венгерское королевство попало в руки короля Польши Владислава III Варненчика из династии Ягеллонов. Последний погибает во время войны с турками-османами, и венгерским королём становится Ладислав Постум из Альбертинской линии династии Габсбургов. Однако в 1458 году во главе Венгерского королевства встаёт трансильванский магнат Матьяш Хуньяди, причём время его правления принято считать временем последнего возвышения независимого Венгерского королевства. В 1490 году на венгерском престоле окончательно утверждаются Ягеллоны, однако их власть в Венгрии завершается во время европейских походов султана Османской империи Сулеймана Кануни.

### Противостояние туркам
29 августа 1526 году в битве при Мохаче 50-тыс. армия османского султана Сулеймана I во главе с визирем Ибрагимом-пашой Паргалы нанесла 25-тыс. венгерскому войску жестокое поражение: главной причиной стала наступившая феодальная раздробленность; многие венгерские дворяне не явились на призыв короля, феодалы так и не решились вооружить крестьян. Лайош II утонул в болоте во время бегства; через 12 дней Сулейман вступил в столицу, которая сдалась туркам без боя. Турки грабили все земли до Пешта и Балатона, только в первый год вывели в плен до 200 тыс. чел. Вдовствующая королева Мария бежала в Пожонь (Братиславу); в сентябре 1526 года Фердинанд I Габсбург был избран королём чешским, но венгерским королём на сейме в Секешфехерваре 11 ноября был провозглашён Янош Запольяи. Однако Фердинанд, подкупив многих вельмож, 17 декабря 1526 года был избран и королём Венгрии. На территории Венгерского королевства, ещё не попавшей под власть турок, началась многолетняя война между сторонниками Фердинанда и Яноша Запольяи, при этом венгерские феодалы постоянно переходили из одного лагеря в другой, преследуя только собственные выгоды. Между тем, в 1527—1528 гг. турки взяли все венгерские крепости на Дунае, овладели всей Боснией, Хорватией и Славонией. После разграбления Рима в 1527 году войска Габсбургов были переброшены в Венгрию и нанесли ряд поражений Яношу Запольяи. Тогда в январе 1528 года Запольяи, согласно договору в Стамбуле, отдался под защиту Сулеймана I. В марте 1528 года войска Габсбургов одержали новую победу над Запольяи, которому пришлось бежать в Польшу. В ответ Сулейман I в 1529 году снова выступил в поход, в августе 1529 года турки и венгерские приверженцы Запольяи заняли Буду и восстановили короля Яноша на троне. Против Фердинанда Сулейман двинулся дальше, в Австрию; в сентябре — октябре 1529 года турки осаждали Вену и не смогли взять город, но продолжали поддерживать Яноша Запольяи. Переговоры между Австрией и Турцией были неудачны, в 1532—1533 годах состоялась новая война между турками и австрийцами на территории Венгрии; брат Фердинанда, император Карл V, искусно оборонялся в Австрии и не пропустил турок вглубь Германии. 23 июля 1533 года в Стамбуле был заключён первый австро-турецкий мирный договор, согласно которому бо́льшая часть Венгрии оказалась под властью Яноша Запольяи и в вассальной зависимости от турок, а земли на западе и северо-западе Венгрии отошли к Австрии, обязавшейся за это ежегодно выплачивать султану 30 тысяч дукатов.
В 1530—1534 годах фактическим регентом Венгрии был Альвизе Луиджи Гритти (незаконный сын дожа Андреа Гритти), друг Ибрагим-паши и доверенное лицо Сулеймана. Гритти играл роль посредника между Сулейманом и Запольяи, но ввязался в авантюры, попытался подорвать власть Запольяи, а в июле 1534 года убил в Трансильвании одного из его главных сторонников — надьварадского епископа Имре Цибака. Однако трансильванские магнаты с помощью молдавского господаря Петра Рареша в сентябре 1534 года напали на лагерь Гритти, он был захвачен в плен и подвергся жестокой казни. Позиции Яноша Запольяи постепенно слабели, папа отлучил его от церкви; долгое время у Запольяи не было прямых наследников, и мало-помалу он стал склоняться к идее признать Фердинанда Габсбурга своим наследником в Венгрии.
24 февраля 1538 г. в Надьвараде был заключён мир между сторонниками Фердинанда и Запольяи, согласно которому Фердинанд был признан единственным претендентом на трон, а возможные наследники Запольяи получали щедрое вознаграждение. В 1539 г. Янош Запольяи женился на Изабелле, дочери польского короля Сигизмунда I; 7 июля 1540 года новая королева родила сына — Яноша Жигмонда, а 22 июля 1540 года Янош Запольяи умер, взяв клятву со своих баронов, что они откажутся выполнять условия Надьварадского мира. Всемогущий советник и последний казначей умершего короля Дьёрдь Мартинуцци («брат Дьёрдь», варадский епископ) добился того, что младенец Янош Жигмонд был избран королём под именем Яноша II и признан Стамбулом. Фердинанд I решил захватить владения Яноша Жигмонда, послав войска в Буду; началась австро-турецкая война 1540—1547 гг. Сулейман выступил в поход под лозунгом защиты прав Яноша Жигмонда и в августе 1541 года снова овладел Будой; в 1543 году захватил Эстергом, Секешфехервар, Тату, Печ и Шиклош, затем ещё ряд крепостей между Дунаем и Тисой. Таким образом, в ходе этой войны Венгрия была разделена на три части: центральные и южные районы перешли под непосредственную власть турецкого султана, западные вошли в состав владений Габсбургов (урезанное Венгерское королевство под контролем австрийцев и со столицей в Пожони), восточные составили владения Яноша Жигмонда, постепенно превратившиеся в новое государство — княжество Трансильвания.
Далеко не все венгры оказывали сопротивление завоевателям: крестьяне юго-востока воспринимали турок как освободителей от засилья местных феодалов, обложивших их непосильными поборами. Турки же стремились обеспечить себе поддержку со стороны венгерских крестьян и обращались с ними очень мягко, особенно старались оказывать покровительство городам. Буда стала центром вилайета Венгрия, подразделявшейся на санджаки. Бейлербей Буды носил титул паши и являлся военным, административным и судебным правителем вилайета. Он имел право вызывать на помощь войска соседнего, созданного ранее вилайета Босния, а также другого эялета, с центром в Темешваре, учреждённого несколько позже. Дань османам с Трансильвании была невелика, на землях султана венгерские крестьяне тоже не были чрезмерно обременены налогами. Никаких гонений на христианскую веру в венгерских владениях османов не наблюдалось, хотя переход в ислам всячески поощрялся. Трансильвания вообще превратилась в уникальный «островок» веротерпимости посреди охваченной религиозными войнами Европы: здесь мирно сосуществовали католичество, православие, протестантизм и униатская церковь, что было подтверждено трансильванским сеймом 1571 году в Тыргу-Муреше. Период османского протектората стал периодом культурного расцвета Трансильвании, который начался уже вскоре после битвы при Мохаче; тогда же зарождается культ короля Матьяша, чей авторитаризм теперь казался благословением.
В 1566 году Венгрия вновь стала полем соперничества между Османской империей и Габсбургами, в итоге чего престарелый султан Сулейман Кануни совершил поход на Венгрию. Хотя крепость Сигетвар и пала, победа турок была омрачнена смертью султана Сулеймана. В 1570 г. Янош Жигмонд и Максимилиан II подписали договор в Шпейере, по которому Янош Жигмонд отрёкся от венгерской короны, за что был признан Габсбургами князем Трансильвании (как вассального княжества в составе Венгрии) и получил длинный титул «princeps Transsylvaniae et partium regni Hungariae dominus» («князь Трансильвании и правитель части Венгрии»). Эта структура сохранилась и после смерти Яноша Жигмонда, хотя на нём пресеклась династия Запольяи. Янош II хотел оставить княжество своему казначею Каспару Бекешу, но трансильванская знать провозгласила князем Иштвана Батори (1571—1576), после чего установилась практика выборности трансильванских князей, которые лишь иногда передавали трон от отца к сыну.

### Часть австрийского государства

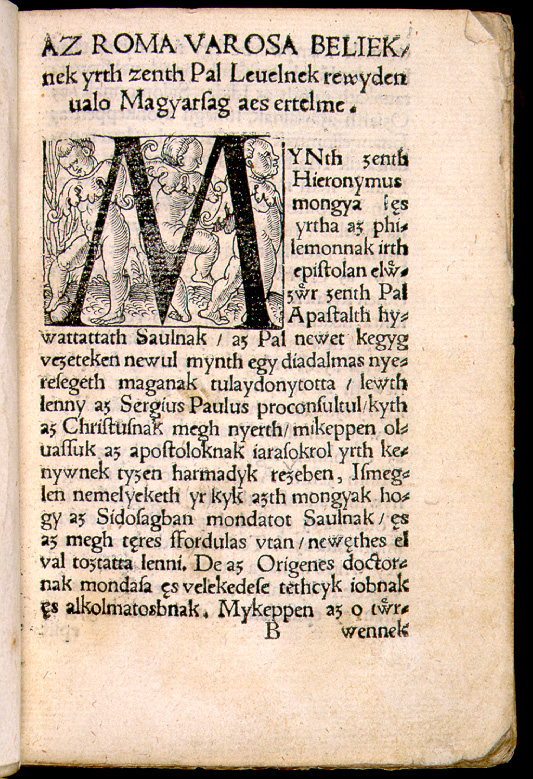
Страница первой книги, написанной полностью на венгерском языке в 1533 г.

Наконец, Королевская Венгрия, остававшаяся под властью Габсбургов, существовала как составная часть австрийского государства со столицей в Пресбурге (г. Братислава, венг. Пожонь). Сразу после избрания венгерским королём Фердинанд I создал своё правительство (губерниум), главой которого был палатин; если этот пост оказывался вакантным, управление получал один из венгерских архиепископов или епископов. Семьи Баттьяни, Батори, Эрдёди, Надашди, Зриньи и другие венгерские кланы занимали в Пожони высокие должности или, возглавляя комитат, имели под командованием многочисленные группы среднего дворянства. Они содержали значительные частные армии и роскошные дворы. Сословия Королевской Венгрии ревностно отстаивали свои права перед Габсбургами, и автономия венгров в составе Австрии была отнюдь не номинальной.
В XVI веке в Венгрии, особенно в Трансильвании, быстро распространяется кальвинизм, который заставил сильно потесниться католическую церковь, хотя там Реформация и не восторжествовала полностью. Чрезвычайная популярность протестантизма в народе объяснялись тем, что он давал удовлетворительные ответы на вопросы, волновавшие венгерское общество. Согласно католической трактовке, турки были небесной карой, ниспосланной на венгров за грехи; по протестантской концепции, венгры были богоизбранным народом, подвергнутым суровым испытаниям: доказав твёрдость своей веры, венгры будут освобождены от власти чужеземцев. Протестантское вероучение уделяло особое внимание системе образовательных учреждений всех уровней; даже в самых бедных приходских школах самых маленьких трансильванских сёл можно было найти превосходных школьных учителей; при Матьяше обычной книгой считался иллюстрированный рукописный сборник, стоивший целое состояние, а всего столетие спустя печатное издание Гомера можно было купить на рынке по цене, равной стоимости килограмма мяса или галлона вина.
Ещё три австро-турецкие войны (1551—1562, 1566—1568, 1593—1606) привели к незначительному расширению османских владений в Венгрии. Успешное наступление австрийцев в 1590-х гг. было сведено на нет католическими фанатиками, которые в короткий срок вызвали возмущение населения на землях, отвоёванных у турок. В 1604 г. император Рудольф II восстановил здесь прежние законы против еретиков; ответом стало мощное восстание в Трансильвании, которое возглавил магнат-кальвинист Иштван Бочкаи; его сторону приняли гайдуки, боровшиеся ранее против османов. В 1605 г. Бочкаи вторгся в Венгерское королевство, его отряды дошли до Штирии. Брат Рудольфа II — Маттиас, наместник императора в Венгрии — фактически выступил против императора, овладел властью в Венгрии и поспешил примириться с венгерскими протестантами. 23 июня 1606 г., по договору в Вене, Маттиас признал за венгерскими дворянами и городами свободу вероисповедания и уступил Бочкаи семь горных комитатов Венгрии.
По Ситваторокскому (Живаторокскому) мирному договору между Австрией и Турцией, император освобождался от уплаты дани за единовременную компенсацию в 200 тыс. форинтов. Тогда же умер Иштван Бочкаи, и в Трансильвании власть захватил Жигмонд Ракоци. Маттиас открыто выступил против Рудольфа, в 1608 г. стал королём Венгрии под именем Матьяша II (1608—1618), а в 1612 г. сверг брата и с австрийского престола, вновь объединив габсбургские владения. Маттиас заплатил за венгерскую корону реставрацией всех привилегий венгров времён Ягеллонов: палатин был уполномочен заменять монарха в его отсутствие, без согласия сеймов король не имел права объявлять войну; из крепостных гарнизонов он должен был удалить всех офицеров, кроме венгров. В Трансильвании в том же году власть захватил Габор Батори, эксцентричный гуляка и вольнодумец, который был склонен к авантюрам и в 1610—1611 гг. временно завоевал Валахию. В 1613 г. князем стал Габор Бетлен (1613—1629), чьи личность и достижения часто сопоставляют с образом Матьяша Хуньяди.
Габор Бетлен, «венгерский Макиавелли», усердный кальвинист, сторонник османов, создал регулярную армию, жестоко подавлял своеволие магнатов, покончил с анархией; он был безжалостен при сборе податей, наполнив княжескую казну. Он отличался веротерпимостью, финансировал перевод Библии на венгерский язык, осуществлявшийся иезуитом Дьёрдем Кальди, позволял православным румынам иметь своего епископа и укрывал анабаптистов. Вмешавшись в Тридцатилетнюю войну, он в 1619 г. захватил Словакию, а затем и Пожонь; в ноябре — декабре 1619 г. даже осаждал Вену в союзе с восставшими чехами. В январе 1620 г. Габор Бетлен на государственном собрании в Пожони был избран князем Венгрии (1620—1622); то же собрание приняло решение об уравнении в правах лютеран, кальвинистов и католиков, об изгнании иезуитов. Однако удержать власть над обеими частями христианской Венгрии Бетлен не сумел: победы Габсбургов заставили его заключить 6 января 1622 г. почётный Микуловский (Никольсбургский) мир, по которому за отказ от венгерской короны он получил семь спорных комитатов и титул герцога Германской империи; в этом документе вообще не было упомянуто о претензиях Габсбургов на Трансильванию. Бетлен ещё несколько раз вступал в войну с австрийцами, но своего успеха больше не повторил. Его вес на политической арене, однако, был очень велик, а культурный расцвет Трансильвании поражал европейских гостей. «Здесь нет ничего варварского!» — воскликнул посланник одной из западных стран в 1621 г. при посещении княжеского двора в Дьюлафехерваре, не сумев скрыть своего изумления. Княжеский дворец был перестроен в величественной манере итальянскими архитекторами и скульпторами; они обильно украсили его фресками, лепными потолками, фламандскими и итальянскими гобеленами. Различные экзотические предметы его убранства, балы, театральные постановки, музыкальные концерты, проводившиеся в его стенах, равно как и учтивость придворных манер, соответствовали всем высшим представлениям об изысканности, господствовавшим в те времена.
В 1629 г. Габор Бетлен умер, и его вдова Каталина Бранденбургская, непопулярная и неопытная, не удержала власть. Семь комитатов после смерти Бетлена были возвращены Габсбургам. В 1630 г. трансильванские феодалы избрали князем Дьёрдя Ракоци I (1630—1648); его правление считается последним этапом «золотого века» Трансильвании, где правили по-прежнему венгры (Ракоци всё больше опирался на кальвинистов, сузив рамки веротерпимости). Дьёрдь Ракоци I тоже проводил независимую внешнюю политику, вмешивался в усобицы в Молдавии и Валахии, а в 1643 г. заключил союз со Швецией и возобновил войну против Австрии, при поддержке местного населения снова завоевал всю Словакию, и в 1645 г. трансильванцы вместе со шведами совместно осаждали Брно. Однако под давлением Стамбула Дьёрдь Ракоци I в том же году пошёл на сепаратный Линцский мир (декабрь 1645 г.) с Фердинандом III, закрепив за собой семь комитатов и получив титул имперского князя.
Сын и наследник Дьёрдя Ракоци I — Дьёрдь Ракоци II (1648—1660) — продолжал антигабсбургскую политику, но надеялся освободиться и от власти турок, подчинил Валахию и Молдавию; в борьбе за влияние в этих княжествах сначала столкнулся с Богданом Хмельницким, в мае 1653 г. помог своему союзнику Матею Басарабу победить его сына Тимоша Хмельницкого в битве под Финтой. Однако вскоре Дьёрдь Ракоци II решил воспользоваться вторжением шведов в Речь Посполитую и добиться для себя польского трона, подобно Стефану Баторию. Трансильванцы вторглись в Польшу в союзе со шведами и запорожцами, но поляки навели на них татар, а султан Мехмед IV лишил Дьёрдя Ракоци II княжеской власти; в 1658—1662 гг. турки и татары жестоко опустошили Трансильванию. Экономическому процветанию княжества пришёл конец, в июне 1660 г. Дьёрдь Ракоци II был смертельно ранен в битве с турками. Его сподвижник Янош Кемени не удержал власть, и в 1661 г. турки возвели в Трансильвании своего послушного ставленника Михая Апафи (1661—1690).
В 1663 г. началась новая австро-турецкая война. По Вашварскому миру 10 августа 1664 г. между Австрией и Турцией, османские войска были выведены из Трансильвании, но она осталась под верховной властью султана, в нескольких трансильванских крепостях — Нове-Замки (Эршекуйвар), Орадя (Надьварад), Зеринвар (Уйзриньивар) — разместились турецкие гарнизоны, а размер дани, отправлявшейся в Стамбул, был резко повышен. Общий кризис в Османской империи привёл к ухудшению положения населения её венгерских провинций. Тем не менее, новые восстания куруцев, последовавшие в 1670-х гг. в северной Венгрии, были направлены против Австрии. Мятежников поддерживал Людовик XIV. Первое восстание началось в 1672 г., но куруцы были быстро разбиты; в 1678 г. их возглавил дворянин Имре Тёкёли, которому удалось захватить бо́льшую часть Королевской Венгрии. Некоторое время он лавировал между Стамбулом и Веной, но в 1682 г. заключил союзный договор с Мехмедом IV, что стало причиной похода турок на Вену и в итоге закончилось падением османского господства в Венгрии.

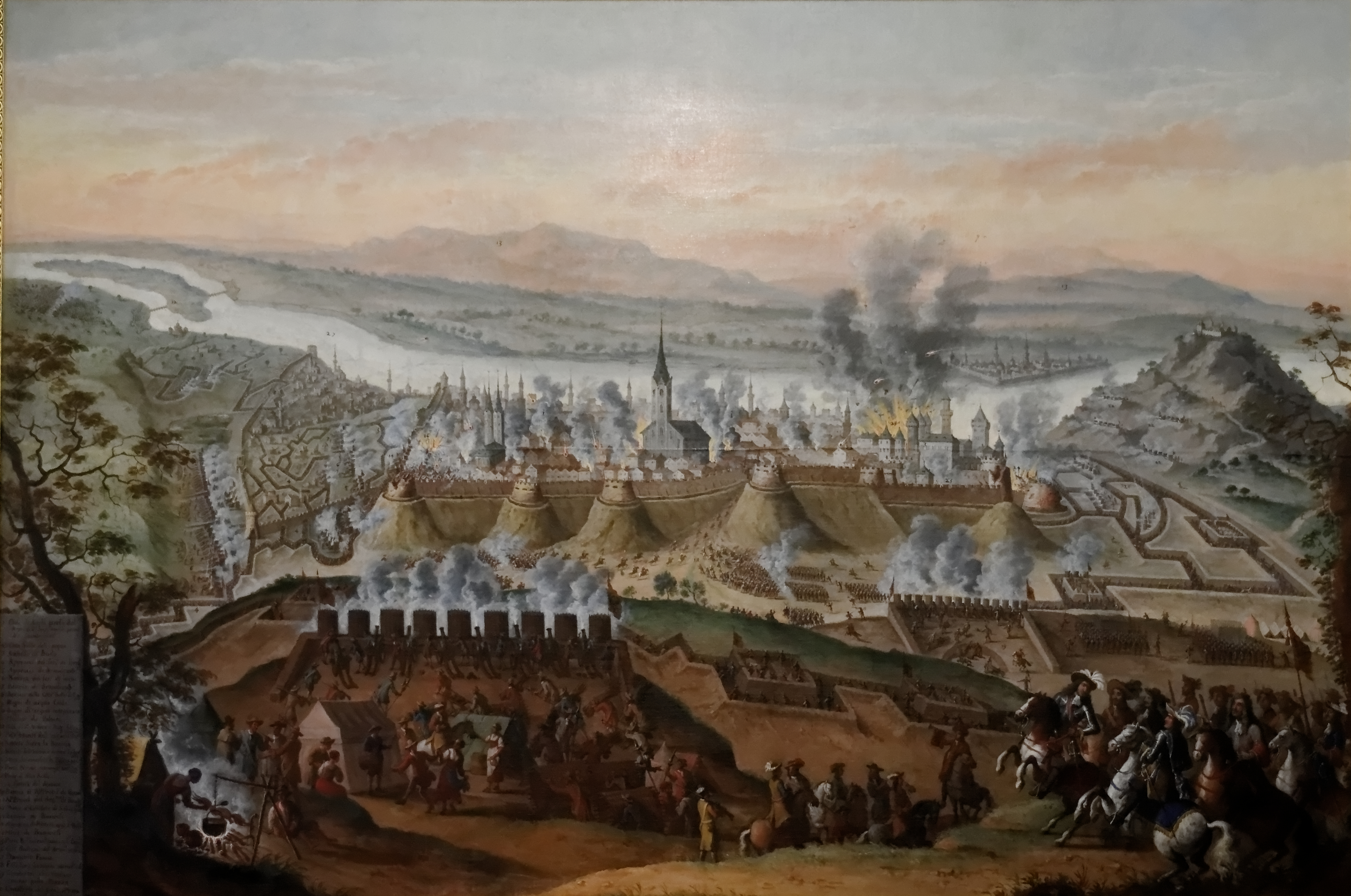
Осада Буды, Великая Турецкая война, 1686 год

### Австро-Венгрия
С 1687 Венгрия стала частью владений Габсбургов. Венгры играли в австрийском государстве роль шляхты, мелкопоместного военного дворянства. В 1848—1849 в Венгрии вспыхнула национальная революция под предводительством Лайоша Кошута, которая была подавлена только с помощью русского экспедиционного корпуса под командованием генерала Паскевича. В 1860 в конституции, провозглашённой императором Францем Иосифом, зафиксировано решение о созыве первого венгерского парламента. В 1861 австрийский император Франц Иосиф предоставил Венгрии право обсуждать внутренние дела в Государственном собрании Венгрии и участвовать в решении общеимперских вопросов в рейхсрате — верховном законодательном органе империи Габсбургов, что не было принято Венгрией.
Тем не менее, в 1867 году император Австрии Франц Иосиф I был вынужден пойти на компромисс с венгерской элитой, в результате которого Австрийская империя была превращена в двуединое государство — Австро-Венгрию; в Венгрии был создан свой законодательный орган — Государственное Собрание (Országgyűlés), состоявшее из двух палат — Палаты Пэров (Főrendiház) и Палаты Депутатов (Képviselőház); таким образом в Венгрии, вместо абсолютной монархии, была установлена конституционная дуалистическая цензовая монархия.
30 декабря 1916 года в Будапеште под именем Карла IV взошёл на трон последний венгерский король Карл Австрийский. В 1918 году он отстранился от управления государством и умер в изгнании в 1922 году.

### Независимая Венгрия

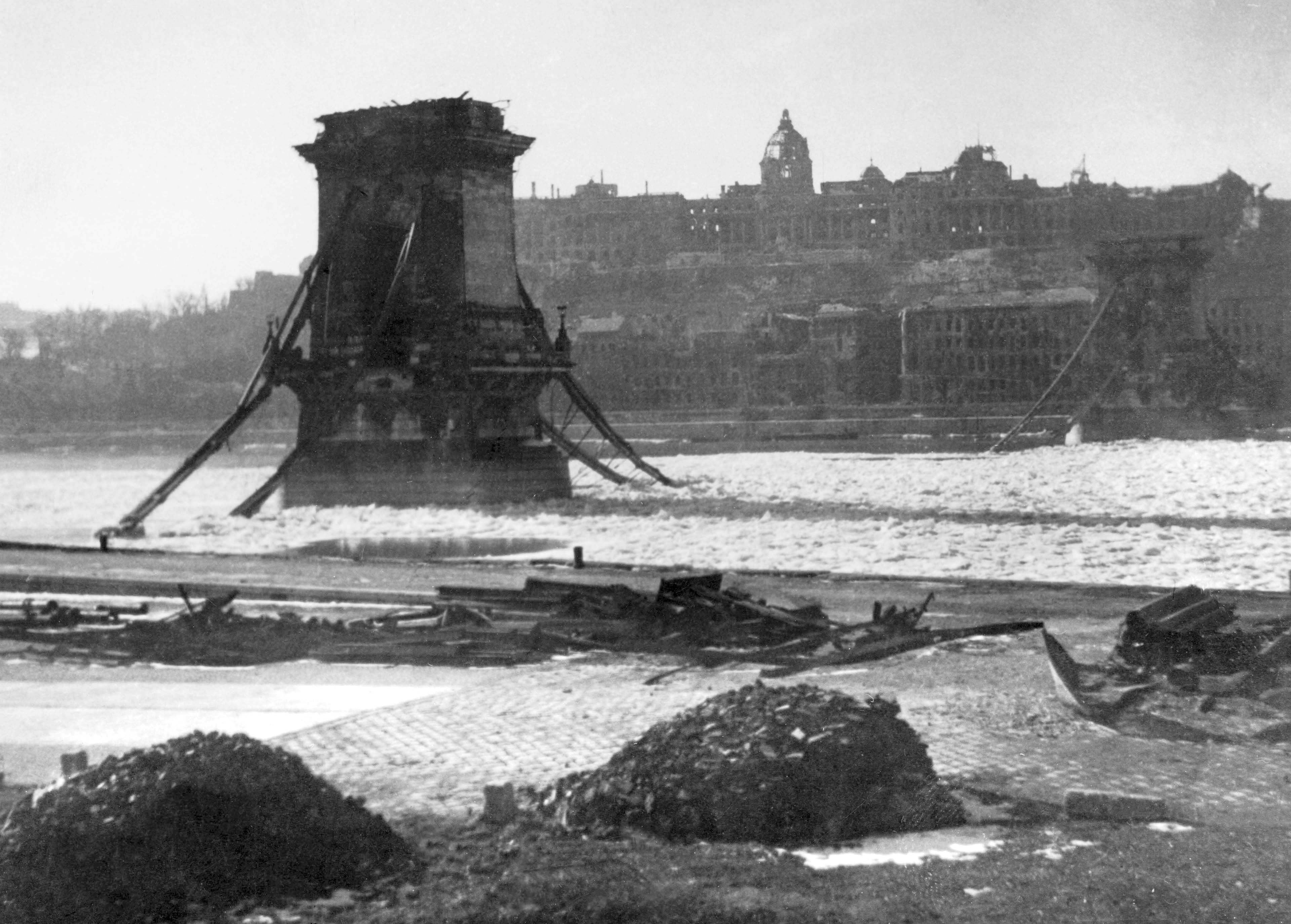
Будапешт в 1946 г.

После Первой мировой войны, в результате демократических (коммунистических, националистических) восстаний, Австрийская монархия перестала существовать, и на её территории образовались отдельные государства: Австрия, Венгрия, Королевство сербов, хорватов и словенцев, Чехословакия. 16 ноября 1918 года была провозглашена Венгерская народная республика — первое демократическое государство в Венгрии; был образован Венгерский национальный совет (Magyar Nemzeti Tanács) в качестве законодательного органа.
21 марта 1919 года «СДПВ» и «КПВ» объединились в «Социалистическую партию Венгрии» (СПВ); в тот же день была провозглашена Венгерская Советская Республика, Венгерский национальный совет был упразднён, его функции перешли к Исполнительному комитету рабоче-солдатских советов; началось преследование части социал-демократов и сторонников буржуазных партий, демократическое государство было ликвидировано.
6 августа 1919 года правительство «СПВ» было отстранено от власти вторгшейся в Венгрию румынской королевской армией (сама «СПВ» распалась — вновь были восстановлены «СДПВ» и «КПВ»).

Карта распада Австро-Венгрии в 1919—1920 годах

16 ноября после эвакуации из Будапешта румынских войск венгерские монархисты заняли столицу и монархия с её прежними дореволюционными полномочиями была восстановлена, однако король не был определён, во главе королевства находился в качестве регента адмирал Миклош Хорти; существовал также представительный орган — Национальное собрание (Nemzetgyűlés), которое в 1927 году стало вновь называться Государственным собранием и вновь стало двухпалатным, состоящим из Верхней палаты (Felsőház) и Нижней палаты. С 1921 года по 1931 год ведущую политическую роль в стране играл в качестве премьер-министра Иштван Бетлен.
В 1938 году Венгрия вступила в союз с нацистской Германией, за что получила части Чехословакии, в том числе Закарпатье (Карпатская Украина). На волне исторического реваншизма в 1940 году Венгрии удалось на основании Венских арбитражей отторгнуть от Румынии часть Трансильвании.
В 1941 году Венгрия приняла участие в агрессии против Югославии и участвовала в войне против Советского Союза. В марте 1944 года Германия оккупировала территорию Венгрии, немцы начали массовую отправку евреев в лагеря смерти. После вступления Красной армии на территорию Венгрии Миклош Хорти в октябре 1944 года попытался заключить перемирие с СССР. Однако Германия арестовала Хорти, вынудив его уйти в отставку и передать власть лидеру нацистской партии «Скрещенные стрелы» Ференцу Салаши.
2 декабря 1944 года на части территории Венгрии, занятой РККА, было избрано на сравнительно демократической основе из членов антифашистских партий Временное национальное собрание в качестве законодательного органа, учредившее Временное национальное правительство в качестве исполнительного органа. Новое правительство объявило Германии войну, подписало перемирие с Антигитлеровской коалицией, занялось созданием просоветских вооружённых формирований и прогрессивными реформами и демонтажем хортистского режима. 13 февраля 1945 года РККА взяла Будапешт. 6—15 марта 1945 года салашисты и вермахт предприняли безуспешную попытку контрнаступления против Красной Армии в районе озера Балатон. 28 марта 1945 года под контролем РККА оказалась вся Венгрия, Салаши бежал в Австрию.
На прошедших в этом году парламентских выборах большинство получила «Независимая партия мелких хозяев». Осенью 1945 года собралось Государственное собрание, которое в 1946 году приняло закон о государственной форме, согласно которому Венгрия провозглашалась республикой; законодательным органом становилось Государственное Собрание, избираемое народом, главой государства — президент, избираемый Государственным Собранием, исполнительным органом — правительство, назначаемое президентом и ответственное перед Государственным собранием.

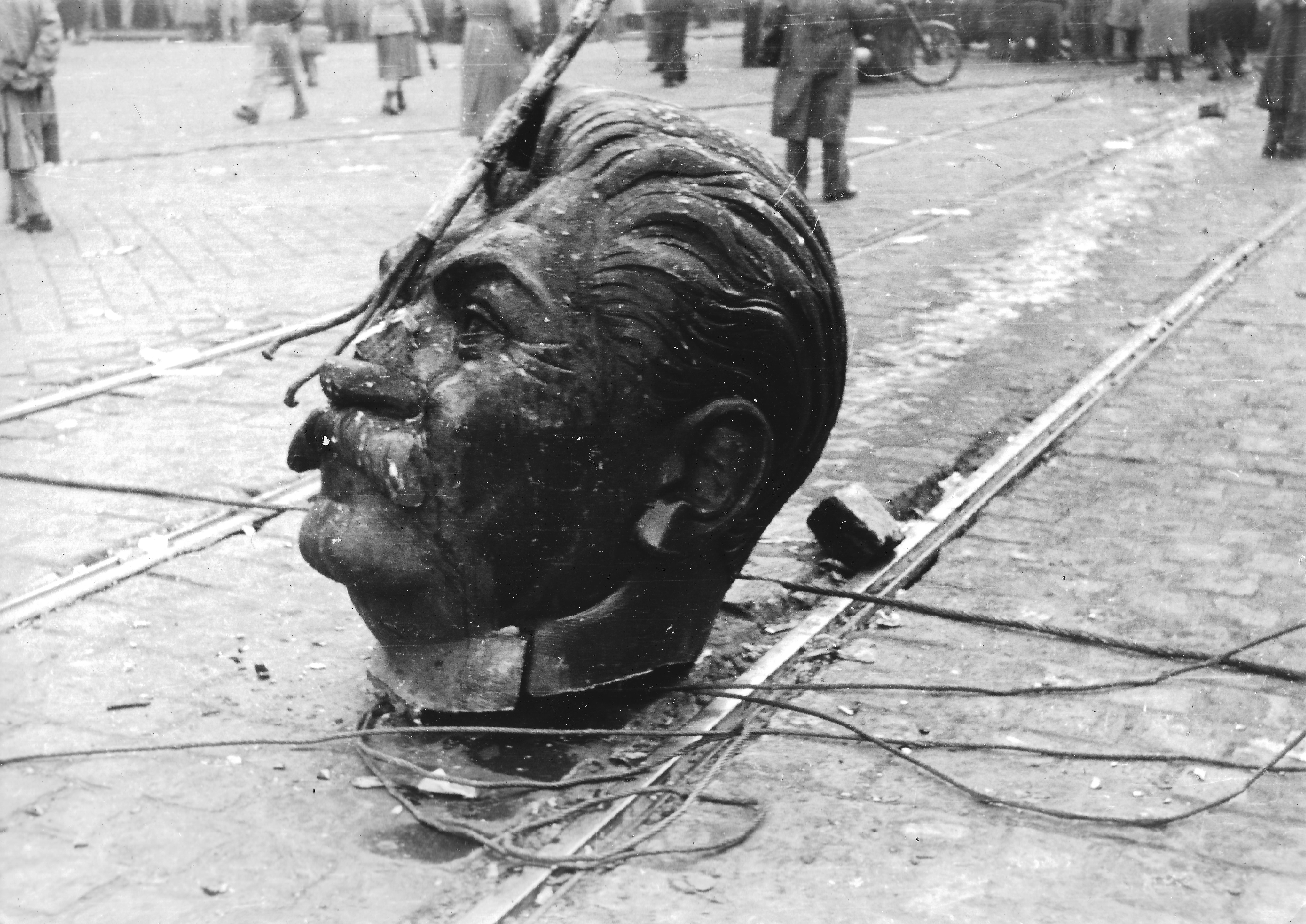
Голова разрушенной статуи Сталина. Венгерское восстание 1956 года

На парламентских выборах 1947 года относительное большинство (22,25 %) получила «Коммунистическая партия Венгрии». В 1949 году была принята конституция, была провозглашена Венгерская Народная Республика, формально законодательным органом оставалось Государственное собрание, избиравшееся по многомандатным (с 1966 года — по одномандатным) округам; правительство было переименовано в Совет министров, должность президента — упразднена, а функции президента перешли к Президентскому совету (Elnöki Tanács), избираемому Государственным собранием. Вскоре были запрещены все партии, кроме «Венгерской партии трудящихся» («ВПТ»); возникла она вследствие принудительного присоединения «Социал-демократической партии Венгрии» к «Коммунистической партии Венгрии», в 1955 году была переименована в «Венгерскую социалистическую рабочую партию» («ВСРП»), демократия в Венгрии была заменена диктатурой «ВПТ». Венгерское восстание 1956 года было подавлено вторжением армии СССР.
В 1989 году в ВСРП поменялось руководство и идеологией партии стала социал-демократия; была отменена однопартийная система и изменена конституция, Венгрия вновь была провозглашена Венгерской Республикой. После перехода к демократии в 1989 году Венгрия взяла курс на присоединение к общеевропейским структурам. В 2004 году страна вступила в Европейский союз. С декабря 2007 года Венгрия вошла в состав стран Шенгенского соглашения.
25 августа 2004 года разрешился правительственный кризис, в результате чего в отставку ушёл прежний премьер-министр Петер Медьеши, а на его место «Венгерская социалистическая партия» избрала министра по делам молодёжи и спорта, мультимиллионера Ференца Дюрчаня. Кризис в правящей коалиции социалистов и свободных демократов связан, прежде всего, с накопившимися финансово-экономическими проблемами, которые включают в себя огромный бюджетный дефицит (почти 6 % в 2003), завышенный курс национальной валюты, небывалый рост внутренней и внешней задолженности страны (свыше 50 млн $). Отражаясь на социальной сфере, эти проблемы вызывают недовольство населения.
В апреле 2006 года в Венгрии прошли новые парламентские выборы. «Венгерская социалистическая партия» получила 186 из 386 мандатов, её союзник по правительственной коалиции — «Альянс свободных демократов» — 18 мандатов. Их соперники — «Венгерская гражданская партия» («ФИДЕС») — на выборах выступали единым списком с «Христианско-демократической народной партией», они получили 164 мандата. 19 сентября 2006 года в Будапеште случились народные волнения в связи с обнародованием высказываний премьер-министра о плачевном состоянии экономики.

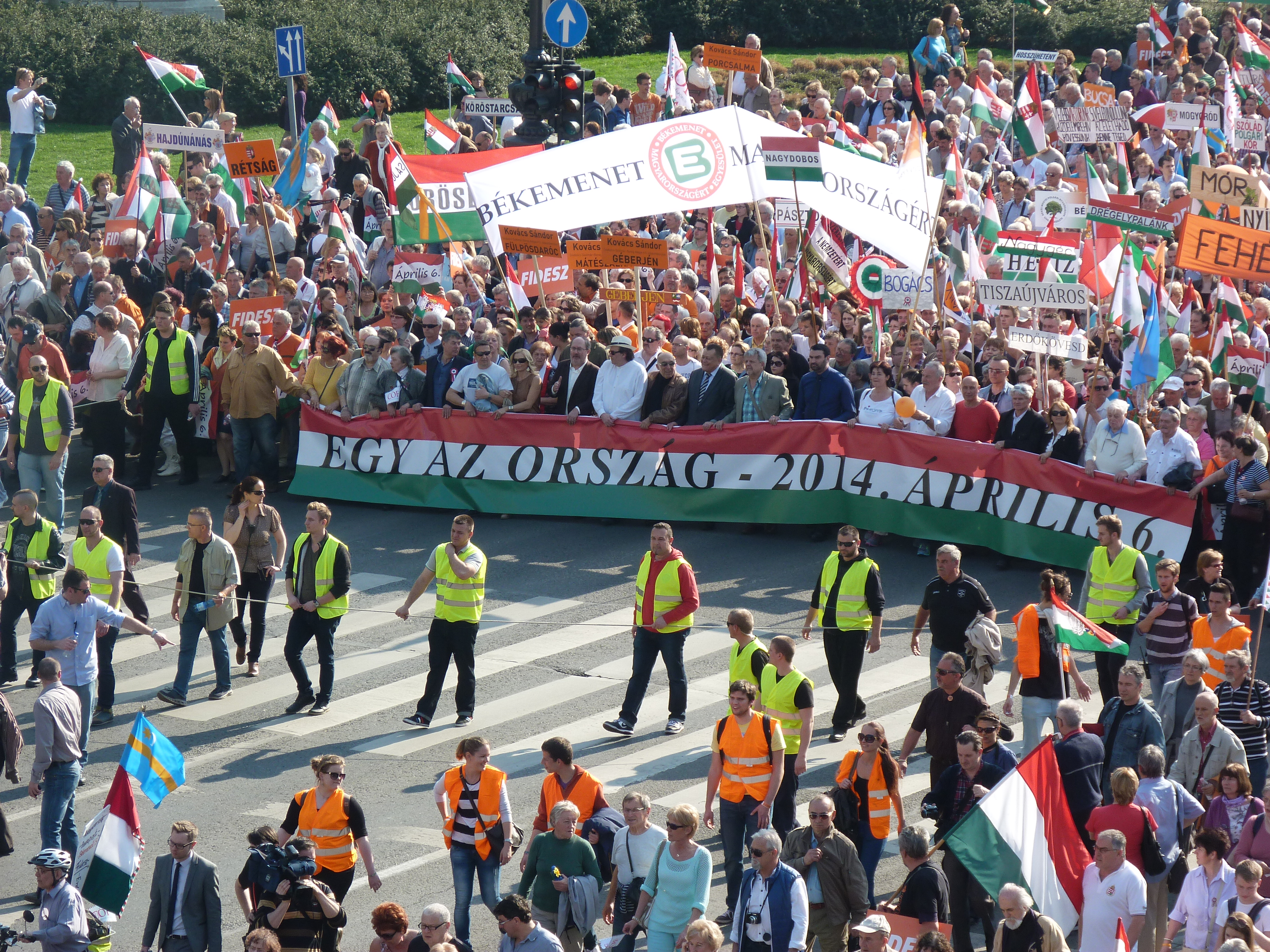
Будапешт, 29 марта 2014 г.

На выборах в Европарламент в 2009 году коалиция «Фидес—ХДНП» одержала решительную победу, набрав 56,4 % голосов и получив 14 мандатов из 22, отведённых для Венгрии. Парламентские выборы в апреле 2010 года кардинально изменили политический ландшафт Венгрии. Победу одержала правая коалиция «Фидес—ХДНП», получив 262 депутатских мест в парламенте (более двух третей мест). Венгерская социалистическая партия получила 59 мест, националистическая партия «Движение за лучшую Венгрию» — 47 мест. В парламент прошла также партия «Политика может быть другой» — 16 мест. 29 июня 2010 года парламент страны избрал новым президентом Венгрии представителя «Фидес» Пала Шмитта, золотого медалиста по фехтованию на Олимпийских играх 1968 и 1972 годов; Шмитт вступил в должность 6 августа 2010 года.
В 2012 вступила в действие новая Конституция Венгрии. Новый основной закон сменил название страны с «Венгерская Республика» на «Венгрия». В новой конституции говорится, что венгерский народ объединяют «Бог и христианство». За государством закрепляется обязанность защищать жизнь, при этом оговорено, что жизнь начинается при зачатии. Фактически эта статья конституции вводит запрет на аборты. Брак обозначен в конституции как «союз мужчины и женщины». 2 мая 2012 года президентом Венгрии избран представитель Фидес Янош Адер.
Страна имеет дипломатические отношения с Россией (установлены с СССР с 1934 года, восстановлены 25 сентября 1945, подписан Договор о дружественных отношениях и сотрудничестве между Россией и Венгрией 6 декабря 1991 года).

## Население

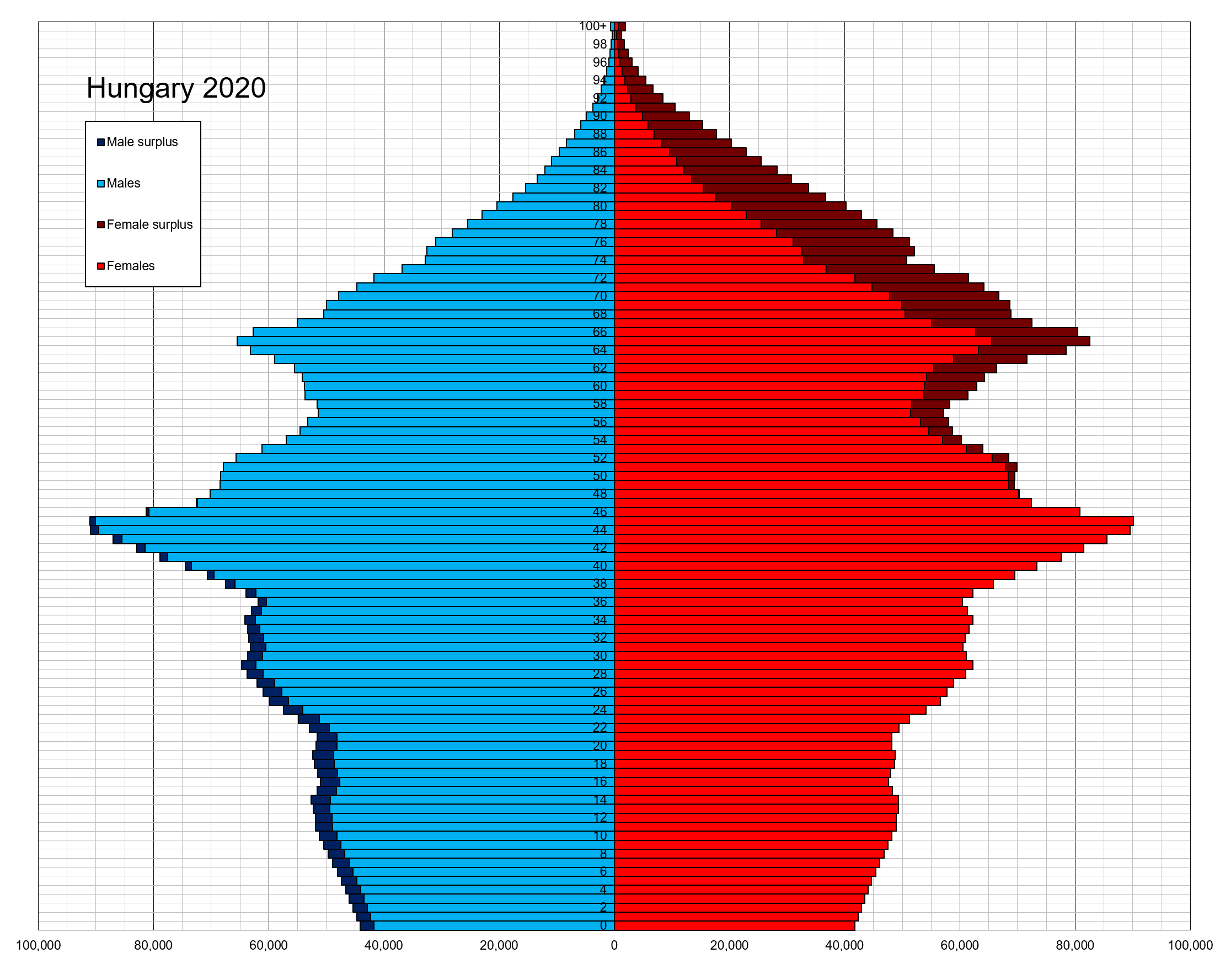
Возрастно-половая пирамида населения Венгрии на 2020 год

Население страны на 2024 год — 9 603 634 чел. Большинство жителей — венгры (92,3 %).
Наиболее значительные национальные меньшинства — немцы (1,2 %), цыгане (1,1 %—5 %), румыны (0,8 %), евреи (0,5 %), словаки (0,4 %), хорваты (0,2 %) и сербы (0,2 %).
Большинство верующих — католики (51,9 %). Есть также общины кальвинистов (15,9 %), лютеран (3 %), греко-католиков (2,6 %), других христиан (1 %). Атеисты — 25,6 %.
В соседних странах проживают многочисленные венгерские общины — особенно в Словакии, Украине, Румынии (Трансильвании), Сербии (Воеводине), Хорватии.

### Языки

Распространение венгерского языка в Европе

Единственный государственный язык Венгрии — венгерский — входит в финно-угорскую ветвь (угорские языки) уральской языковой семьи. Сегодня это родной язык для почти 95 % жителей страны. Венгерский язык в течение своей многолетней истории испытал сильное влияние других языков, поэтому сегодня в его лексическом составе обнаруживается много тюркских, славянских и других заимствований. 
Наиболее близкий к венгерскому язык — мансийский, несмотря на то что взаимопонимание между ними сегодня отсутствует полностью.

### Религия
В XI веке венгры были обращены в христианство. В XVI веке большинство венгров приняло протестантизм, однако в XVII веке в период контрреформации доминирующей религией стал католицизм. Сейчас 64 % верующих — католики, и 23 % — протестанты. Большинство протестантов — кальвинисты, крупнейшая кальвинистская деноминация в Венгрии — Венгерская реформатская церковь; помимо них, есть лютеране, сторонники Евангельской пятидесятнической общины (входит в Ассамблеи Бога), баптисты.

## Государственный строй

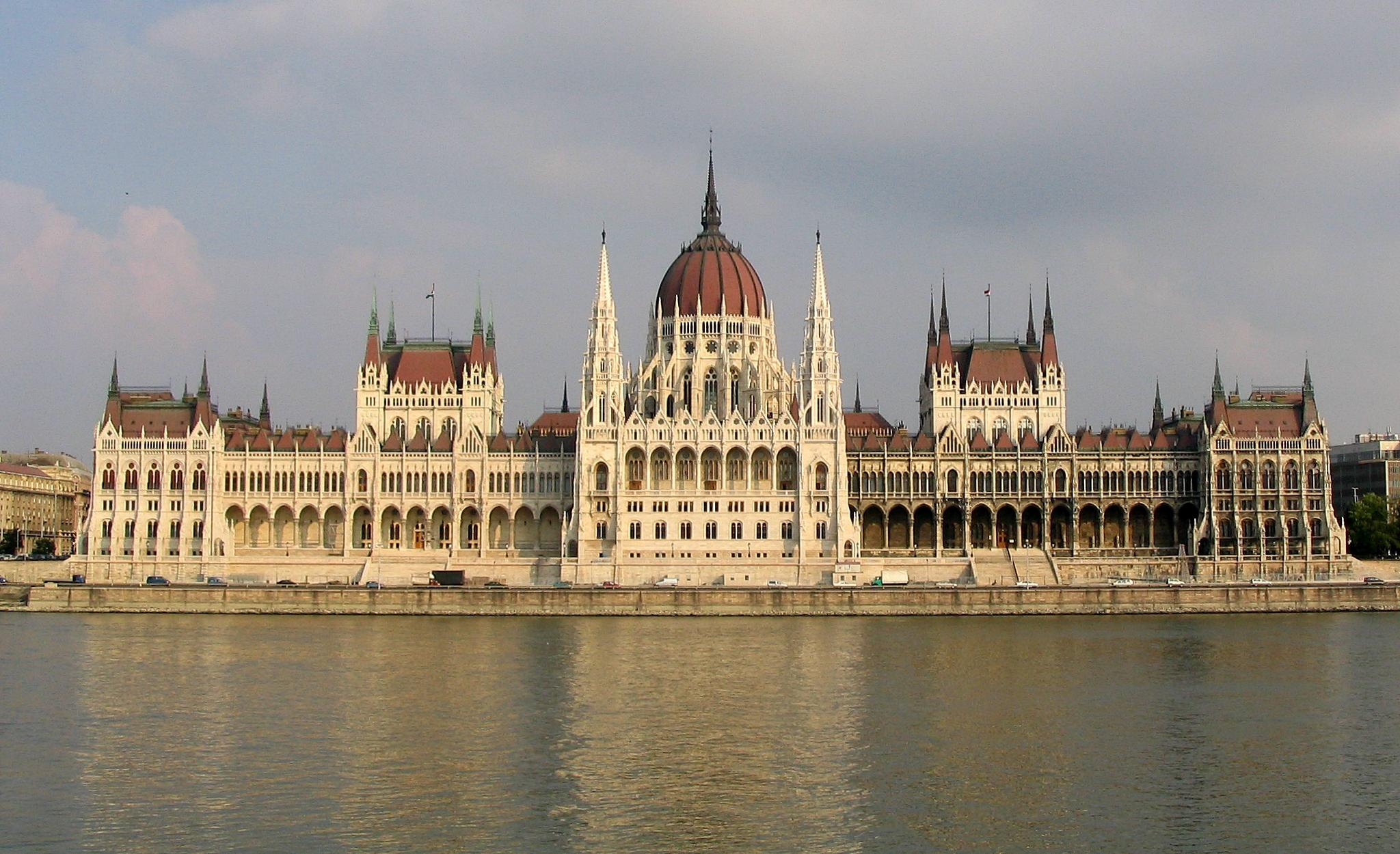
Здание венгерского парламента (Будапешт)

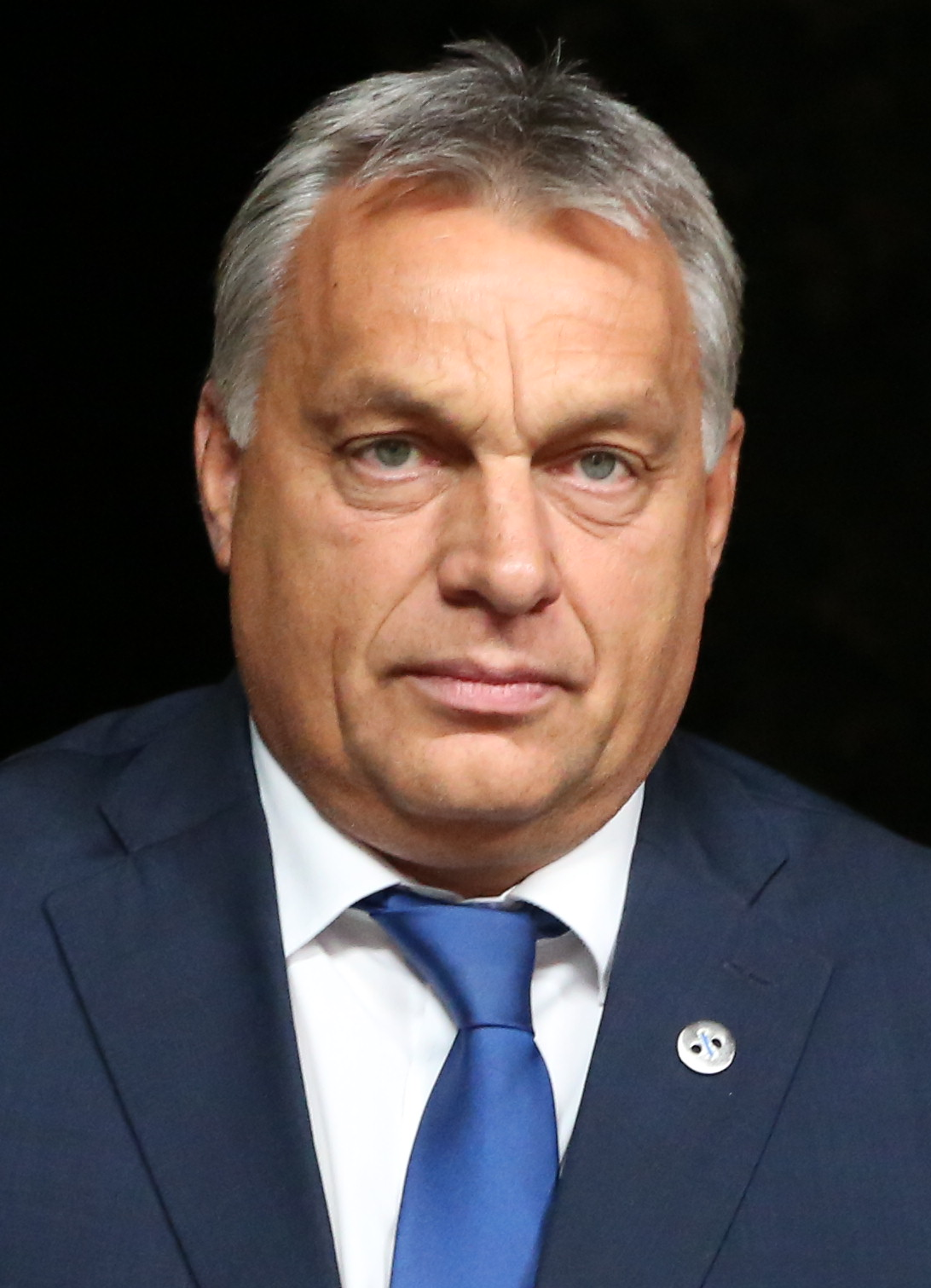
Премьер-министр Венгрии Виктор Орбан

Венгрия — парламентская республика. Законодательный орган — Государственное собрание, избираемое народом сроком на 4 года. Высшее представительство осуществляет президент (elnök), избираемый Национальным собранием сроком на 5 лет, осуществляет представительские функции. Исполнительный орган — Правительство Венгрии, состоящее из Премьер-министра (Miniszterelnök) и министров, назначается Национальным собранием и несёт перед ним ответственность. Орган конституционного надзора — Конституционный суд Венгрии.

### Политические партии
Ультраправые
- «За лучшую Венгрию» («Йоббик», Jobbik Magyarországért Mozgalom) — националистическая;
- «Партия венгерской правды и жизни» (Magyar Igazság és Élet Pártja) — националистическая.

Правые
- «Фидес — Венгерский гражданский союз» (Fidesz — Magyar Polgári Szövetség) — консервативная;
- «Христианско-демократическая народная партия» («ХДНП», Kereszténydemokrata Néppárt) — консервативная, младший партнёр Фидес;
- «Независимая партия мелких хозяев» (Független Kisgazda, Földmunkás és Polgári Párt).

Центристы
- «Венгерская либеральная партия» (Magyar Liberális Párt).

Левые
- «Венгерская социалистическая партия» (ВСП, Magyar Szocialista Párt) — социал-либеральная;
- «Политика может быть другой» (ЛМП, Lehet Más a Politika!) — экологистская;
- «Демократическая коалиция» (Demokratikus Koalíció) — откол от «ВСП»;
- «Диалог за Венгрию» (Párbeszéd Magyarországért) — откол от «ЛМП»;
- «Вместе».

Ультралевые
- «Венгерская рабочая партия» (Magyar Munkáspárt) — коммунистическая;
- «Рабочая партия Венгрии 2006» (Magyarországi Munkáspárt 2006) — еврокоммунистическая.

Профсоюзы
- «Крупнейший профсоюзный центр» — «Национальная федерация венгерских профсоюзов» (Magyar Szakszervezetek Országos Szövetsége).

### Правовая система
Высшая судебная инстанция — Верховный суд (Legfelsőbb Bíróság); суд апелляционной инстанции — судебные скамьи (Ítélőtábla); суды первой инстанции — трибуналы (Törvényszék); низшее звено судебной системы — местные суды (helyi bíróság); суды трудовой юстиции — трудовые суды (Munkaügyi bíróság); граждане, участвующие в рассмотрении судебных дел — заседатели (Ülnök); орган для подбора кандидатов на должности судей — Государственный судебный совет (Országos Bírói Tanács); органы прокурорского надзора — Верховная прокуратура (Legfőbb Ügyészség); апелляционные главные прокуратуры (fellebbviteli főügyészségek) — на уровне регионов, главные прокуратуры (főügyészségek) — на уровне медье и столицы, местные прокуратуры (helyi ügyészségek) — на уровне округов и городских районов.

## Административное деление

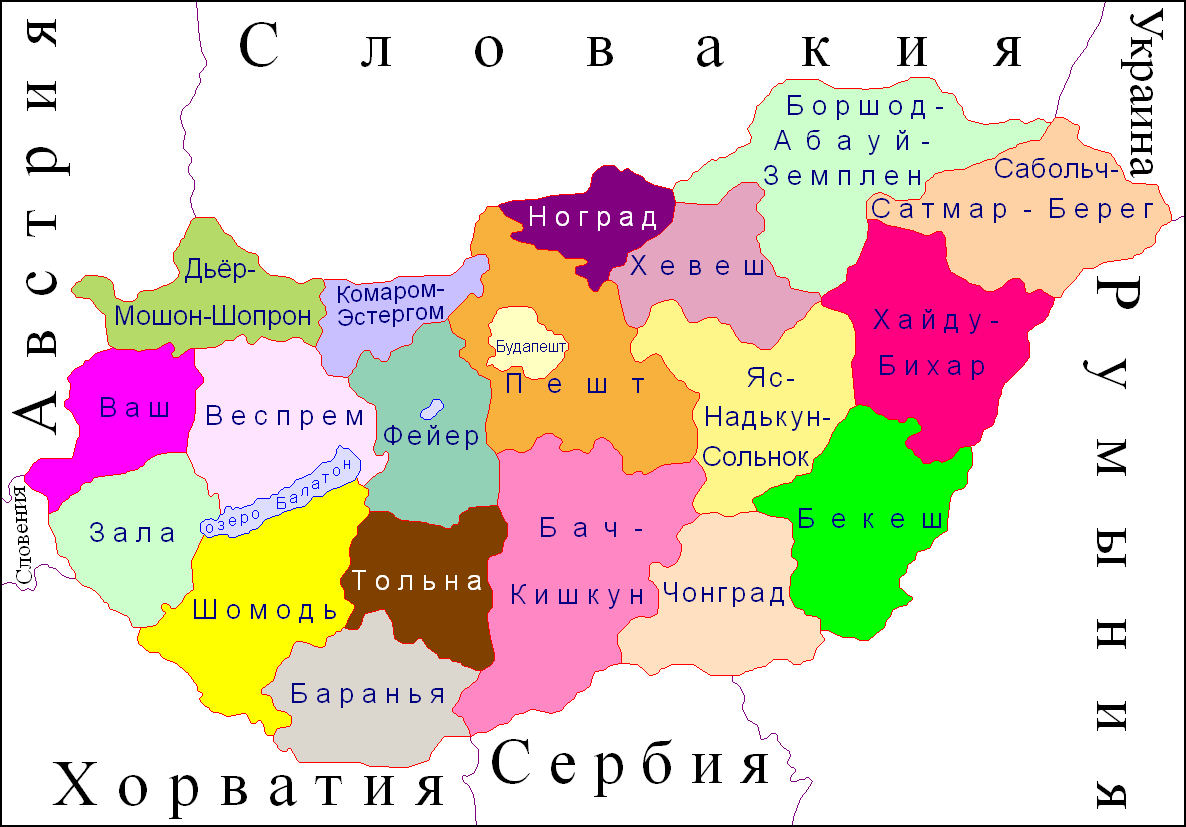
Административное деление Венгрии

Венгрия разделена на 19 медье (области) и столицу Будапешт, приравненный к медье (NUTS-3 единицы). Медье делятся на яраши, яраши — на города и общины, столица делится на районы. Представительные органы городов и общин — местные представительства (képviselő testület), избираемые населением; исполнительный орган — мэр (polgármester, полгармештер); представительные органы районов — представительства (képviselő, кейпвишело); исполнительные органы районов — мэры; представительные органы медье — веча (közgyűlés, кёздьюлеш); исполнительные органы — председатели веч.

## Экономика
Венгрия — среднеразвитое индустриально-аграрное государство, рыночные преобразования в котором почти завершены.
Она, в основном, экспортирует продукцию машиностроения и другие промышленные товары.
Основной партнёр по внешней торговле — Германия (более четверти товарооборота Венгрии в 2006).
Крупнейший банк Венгрии — OTP Bank, имеющий собственный дочерний банк и в России.
Валюта — венгерский форинт (forint), разменная монета — филлер (fillér); эмиссию форинта осуществляет Венгерский национальный банк (Magyar Nemzeti Bank). Индекс Кейтца (соотношение между минимальной и средней заработной платы в стране) в Венгрии по состоянию на декабрь 2019 года (средняя — 406 400 HUF, минимальная — 149 000 HUF) составляет около 36,7 %. С 1 декабря 2023 года минимальный размер оплаты труда составляет 266 800 HUF (177 422 HUF нетто), и 326 000 HUF (216 790 HUF нетто) для квалифицированных специалистов. С 1 января 2025 года минимальный размер оплаты труда составляет 290 800 HUF (193 382 HUF нетто), и 348 800 HUF (231 952 HUF нетто) для квалифицированных специалистов.
Преимущества: страна успешно перешла к стабильной рыночной экономике. Низкая инфляция (3,2 %). Страна — член единого рынка ЕС. В ней отмечаются относительно высокие темпы экономического роста и низкий государственный долг. В условиях резкого падения уровня безработицы и усиления недостатка рабочей силы, рост заработной платы, по состоянию на 2019 год, не сдерживается замедлением темпов экономического роста.
Слабые стороны: скудная сырьевая база. Самая большая проблема (как и в других странах новых членов ЕС) — увеличивающийся с каждым годом недостаток трудоспособной рабочей силы и рост количества пенсионеров в связи с низкой рождаемостью и высокой эмиграцией населения в другие, более богатые страны ЕС, что, в свою очередь, заставляет работодателей больше платить своим работникам, тем самым искусственно повышая зарплаты, что приводит к разрыву между производительностью и размером заработной платы.

### Перерабатывающая промышленность
- Крупнейшая нефтегазовая компания Венгрии — MOL.
- Автомобильная промышленность:
  - Suzuki (производство в г. Эстергом);
  - Audi (производство в г. Дьёр) — двигатели, Audi ТТ, «А3 седан»;
  - Rába — завод по производству автомобильных компонентов (г. Дьёр);
  - Mercedes-Benz — завод в г. Кечкемет;
  - Knorr-Bremse — завод в Будапеште и Кечкемете.
- Химическая промышленность:
  - BorsodChem (Боршодхем);
  - TVK.
- Фармацевтическая промышленность:
  - Gedeon Richter;
  - Egis.

### Внешнеторговые связи
Внешняя торговля Венгрии ориентирован на страны ЕС, объём экспорта за 2017 год составил $98,72 млрд, импорта — $93,28 млрд. Главными внешнеторговыми партнёрами выступили:
- по экспорту: Германия — 27,7 %, Румыния — 5,4 %, Италия — 5,1 %, Австрия — 5 %, Словакия — 4,8 %, Франция — 4,4 %, Чехия — 4,4 %, Польша — 4,3 %;
- по импорту — Германия — 26,2 %, Австрия — 6,3 %, Китай — 5,9 %, Польша — 5,5 %, Словакия — 5,3 %, Нидерланды — 5 %, Чехия — 4,8 %, Италия — 4,7 %, Франция — 4 %.

В структуре товаров внешней торговли преобладают готовые промышленные товары — в частности экспортируются, транспортные средства и запасные части, электротехнические и электронные компоненты и изделия, медикаменты и другие химические товары, а также обработанные продовольственные товары и текстильные изделия. Импортируются главным образом различные полуфабрикаты, запчасти, а также нефть, газ, металлопрокат и продукты питания.

## Вооружённые силы

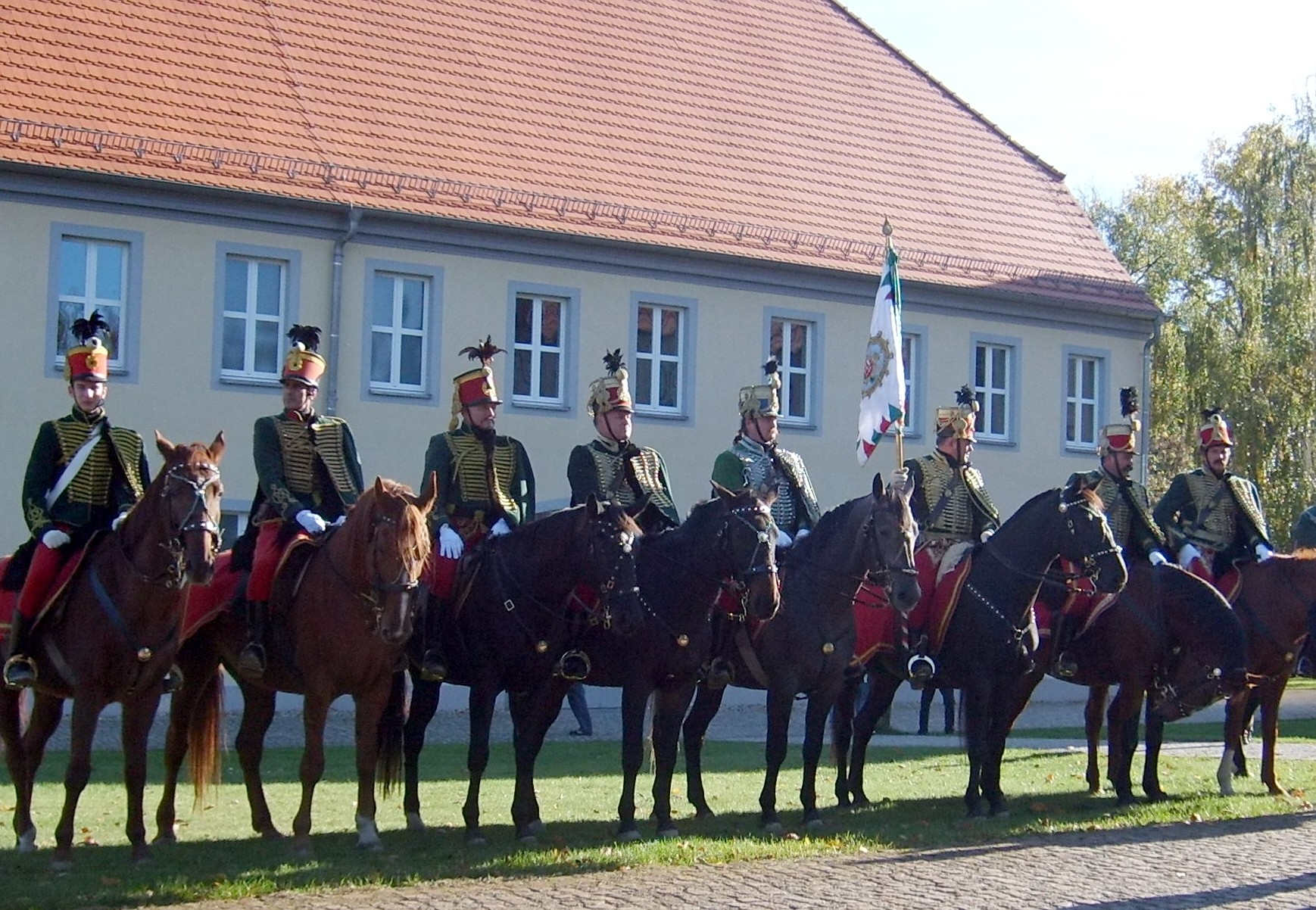
Венгерские гусары

Вооружённые силы Венгрии прошли значительное реформирование и сокращение после окончания Холодной войны. В настоящее время они состоят из двух родов: сухопутные войска и военно-воздушные силы. В Венгрии Сухопутные войска также известны как «Корпус защитников Отечества» (венг. Honvédség). Этот термин использовался в 1848 году, тогда так именовалась революционная армия Лайоша Кошута. Сейчас он относится к венгерским солдатам в целом.
После присоединения к НАТО страна перешла на новые стандарты в области вооружений и организации армии. С 2004 года отменена всеобщая воинская повинность, состоялся переход к профессиональной армии.

## Средства массовой информации
Главная государственная радиокомпания — «Венгерское радио» (венг. Magyar Rádió), главная государственная телекомпания — «Венгерское телевидение» (венг. Magyar Televízió), надзор за управлением «Венгерского радио» и «Венгерского телевидения» осуществляет «Медиасовет» (венг. Médiatanács).
Крупнейшие радиоканалы:
- «Радио Кошут» (венг. Kossuth Rádió);
- «Радио Петёфи» (венг. Petőfi Rádió);
- «Радио Барток» (венг. Bartók Rádió);
- «Радио Данко» (венг. Dankó Rádió);
- «Всемирное Радио Дунай» (венг. Duna World Rádió) — радиовещание для венгров за рубежом.

Крупнейшие телеканалы:
- «M1»;
- «M2»;
- «M3»;
- «M4»;
- «Всемирный Дунай» (венг. Duna World) — телевизионное вещание для венгров за рубежом.

Наиболее популярные периодические печатные издания:
- «Metropol»;
- «Blikk[англ.]»;
- «Ныйпсободшаг» (венг. Népszabadság);
- «Нэмзэти Шпорт» (венг. Nemzeti Sport);
- «Мадьяр немзет[англ.]» (венг. Magyar Nemzet);
- «Ныйпсава» (венг. Népszava);
- «Мадьяр хирлап[англ.]» (венг. Magyar Hírlap).

см. Журналистика Венгрии после 1945 года.

### Кухня

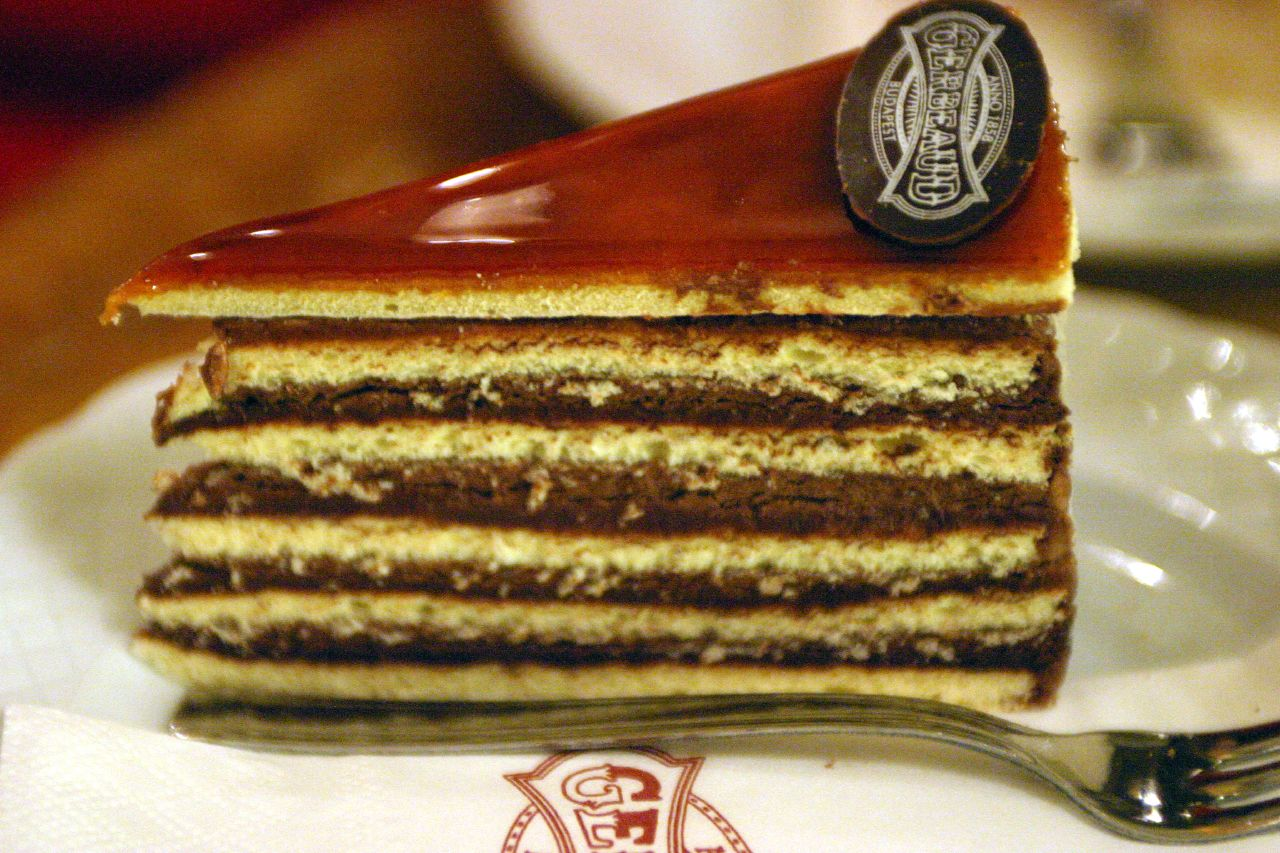
Добош

## Культура

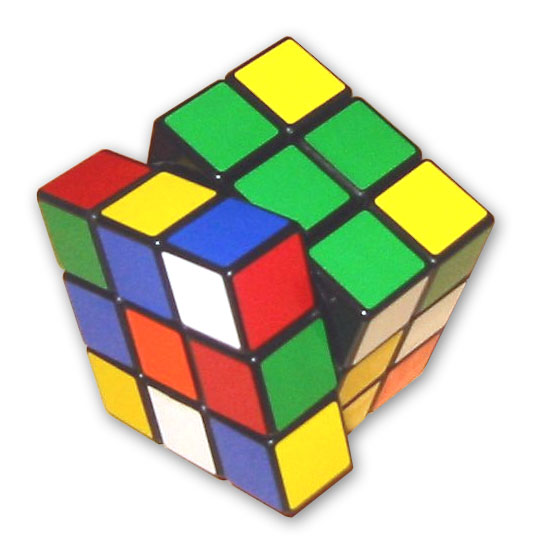
Венгрия — родина кубика Рубика

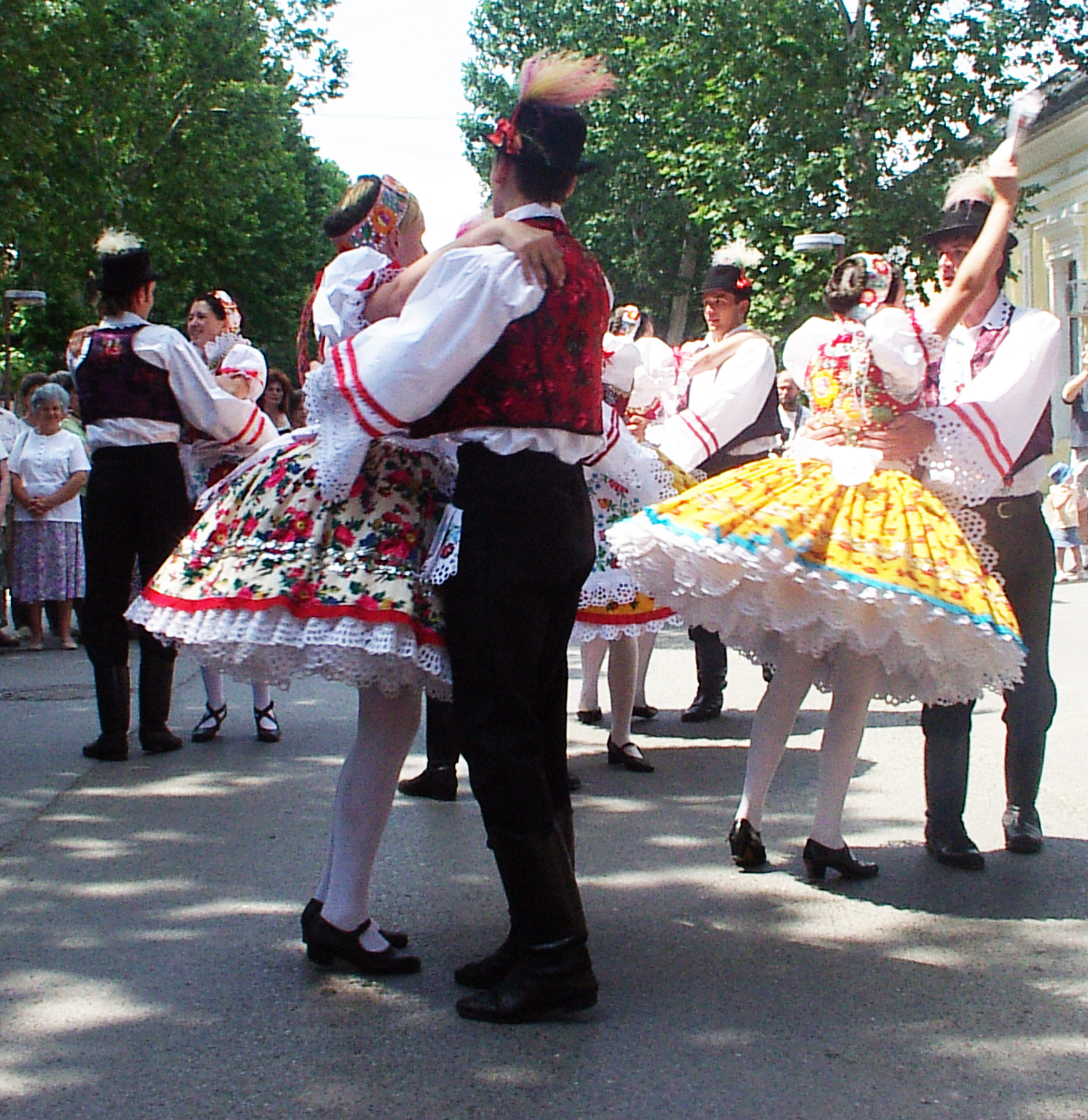
Танцующие венгры

### Спорт
Футбольная Сборная Венгрии дважды занимала 2-е место на Третьем чемпионате мира (1938) и Пятом чемпионате мира (1954). На автодроме Хунгароринг (близ Будапешта) с 1986 традиционно проводится этап чемпионата мира «Формула-1».

### Система образования
Высшие учебные заведения — университеты, имеющие три учёные степени — бакалавр (alap), магистр (mester) и доктор (doktor); средние специальные учебные заведения — профессиональные школы (szakközépiskola); средние общие учебные заведения — гимназии (gimnázium); учебные заведения начального образования — начальные школы (általános iskola)

### Праздники
- Фаршанг — венгерская Масленица, пришедшая в Венгрию из Германии.
- Пасха.
- Рождество.
- День святого Иштвана — главный государственный праздник Венгрии, отмечающийся 20 августа. Считается, что в этот день был коронован первый король Венгрии Иштван, которому принадлежит заслуга введения христианства в стране. Отмечается с 1083 года после канонизации Иштвана.Революция 1848—1849 годов в Венгрии

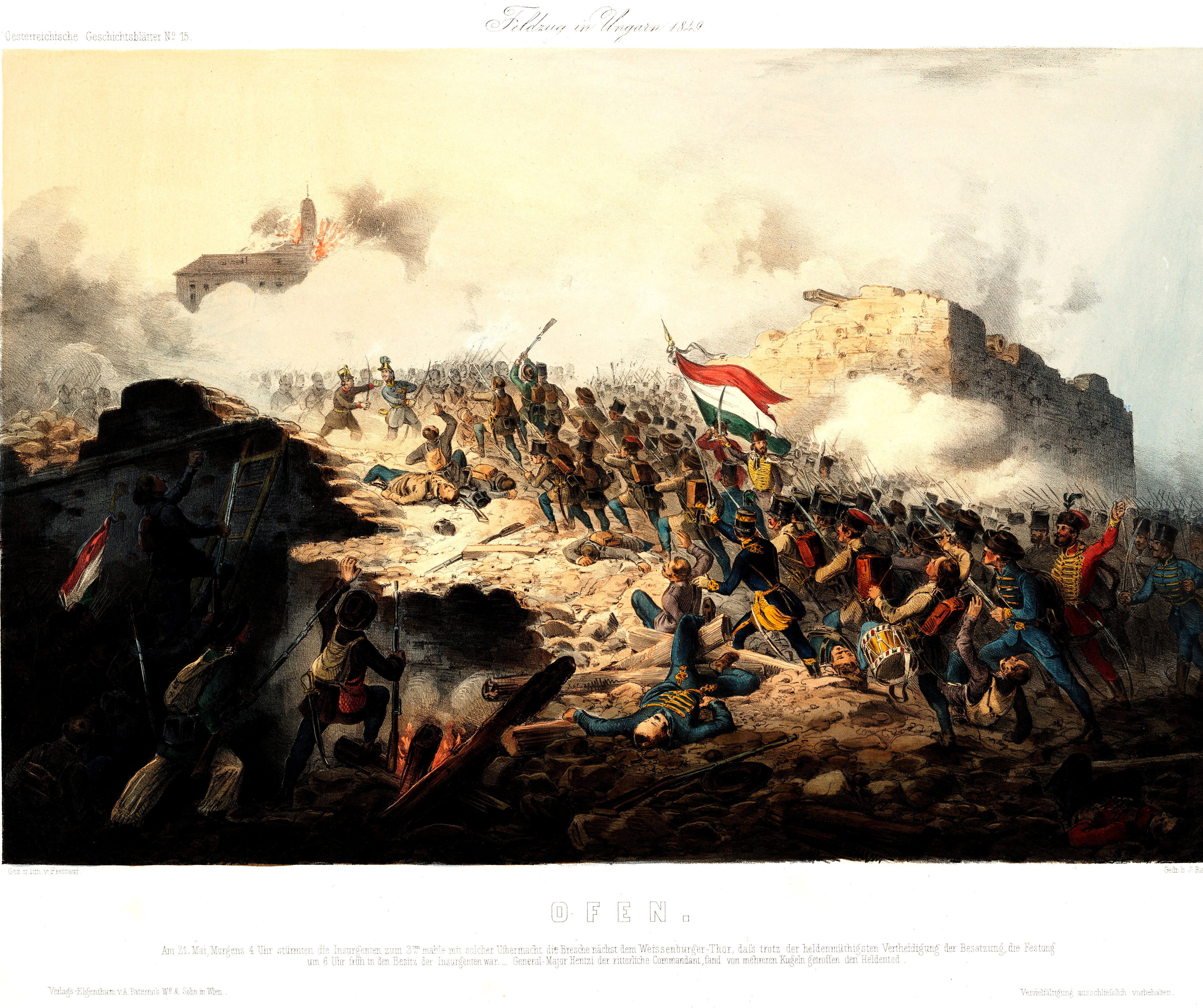
Революция 1848—1849 годов в Венгрии

- День Венгерской революции 1848 года отмечается 15 марта. В этот день началась «венгерская весна» — национально-освободительное движение венгров за независимость от Габсбургов, переросшее в войну против Австрии.
- День труда — 1 мая.
- День провозглашения республики в Венгрии отмечается 1 февраля. Не является государственным праздником, но остаётся важной памятной датой для жителей страны. В этот день празднуется годовщина образования Второй Венгерской республики (1946—1949). Её президентом был избран Золтан Тилди.
- Национальный праздник в память венгерского восстания отмечается 23 октября в память о событиях 1956 года. Одновременно является Днём провозглашения Венгерской Республики в 1989 году.

## В астрономии
В честь Венгрии назван астероид (434) Венгрия, открытый в 1898 году.